# Baie du Mont-Saint-Michel
Pour les articles homonymes, voir Mont Saint-Michel (homonymie).
La baie du Mont-Saint-Michel est une baie située à l'est de la côte d'Émeraude, au sud-est du golfe de Saint-Malo, s'étendant entre Cancale (en Bretagne) et Granville (au sud du Cotentin, en Normandie), en passant par l'Avranchin. Elle est inscrite au patrimoine mondial de l'UNESCO en 1979 avec le mont Saint-Michel. Le marnage très important dans la région (jusqu'à 15 mètres) permet à une grande partie de cette baie d'être découverte à marée basse. Deux îlots granitiques se trouvent dans la baie du Mont-Saint-Michel, Tombelaine et le mont Saint-Michel en Normandie. Le secteur abrite une grande variété d'oiseaux et des phoques veaux marins.

## Généralités
La baie du Mont-Saint-Michel s'étend sur une superficie d'environ 500 km2 entre Granville et Cancale, dont 250 km2 d'estran (grèves et herbus) découvert aux marées de vives-eaux d'équinoxe.

### Communes limitrophes
La baie est bordée du nord au sud par les communes suivantes :
- En Normandie : Granville, Saint-Pair-sur-Mer, Jullouville, Carolles, Champeaux, Saint-Jean-le-Thomas, Dragey-Ronthon, Genêts, Vains, Marcey-les-Grèves, Avranches, Le Val-Saint-Père, Pontaubault, Céaux, Courtils, Huisnes-sur-Mer, Pontorson, Le Mont-Saint-Michel, Beauvoir.
- En Bretagne : Saint-Georges-de-Gréhaigne, Roz-sur-Couesnon, Saint-Broladre, Cherrueix, Mont-Dol, Le Vivier-sur-Mer, Hirel, Saint-Benoît-des-Ondes, Saint-Méloir-des-Ondes et Cancale.

### Cadre géologique

Carte géologique du Massif armoricain, avec au nord-est le batholite mancellien et ses nombreux plutons de granite cadomien (Trégor, Lanhélin, Saint-Broladre, Avranches, Carolles-Vire…). Ce batholite dessine une ellipse de 150 km (d'Alençon à la Rance) sur 90 km (de Vitré à Vire).

La baie est localisée dans la partie médiane du domaine nord armoricain, unité géologique du Massif armoricain qui est un socle ouest-européen de faible altitude (maximum 400 m), caractérisé par des surfaces d'aplanissement et qui résulte d'une histoire complexe composée de trois orogenèses : icartienne (Paléoprotérozoïque,ca. 2,2-1,8 Ga), cadomienne (Édiacarien 750-540 Ma) et surtout varisque (ou hercynienne, au Dévonien-Carbonifère, 420-300 Ma). La structure du Massif armoricain résulte de la superposition de l'héritage de ces deux derniers orogènes.
Le site géologique montois, se situe plus précisément dans un bassin sédimentaire essentiellement briovérien dans lequel se sont mis en place des granitoïdes intrusifs (issus de la fusion partielle du manteau supérieur il y a 540 Ma, ils affleurent au niveau du massif de Saint-Broladre au Sud, Avranches et Carolles-Viree Saint-Broladre à l'Est) formant le batholite mancellien et des leucogranites intrusifs (issus de la fusion partielle de la croûte continentale à la fin de l'orogenèse cadomienne il y a 525 Ma, ils forment les trois pointements de la baie : mont Dol, Tombelaine et mont Saint-Michel).
La région a peu de témoins de couverture sédimentaire de l'ère primaire, secondaire et tertiaire.

### Cadre morphologique et hydrologique

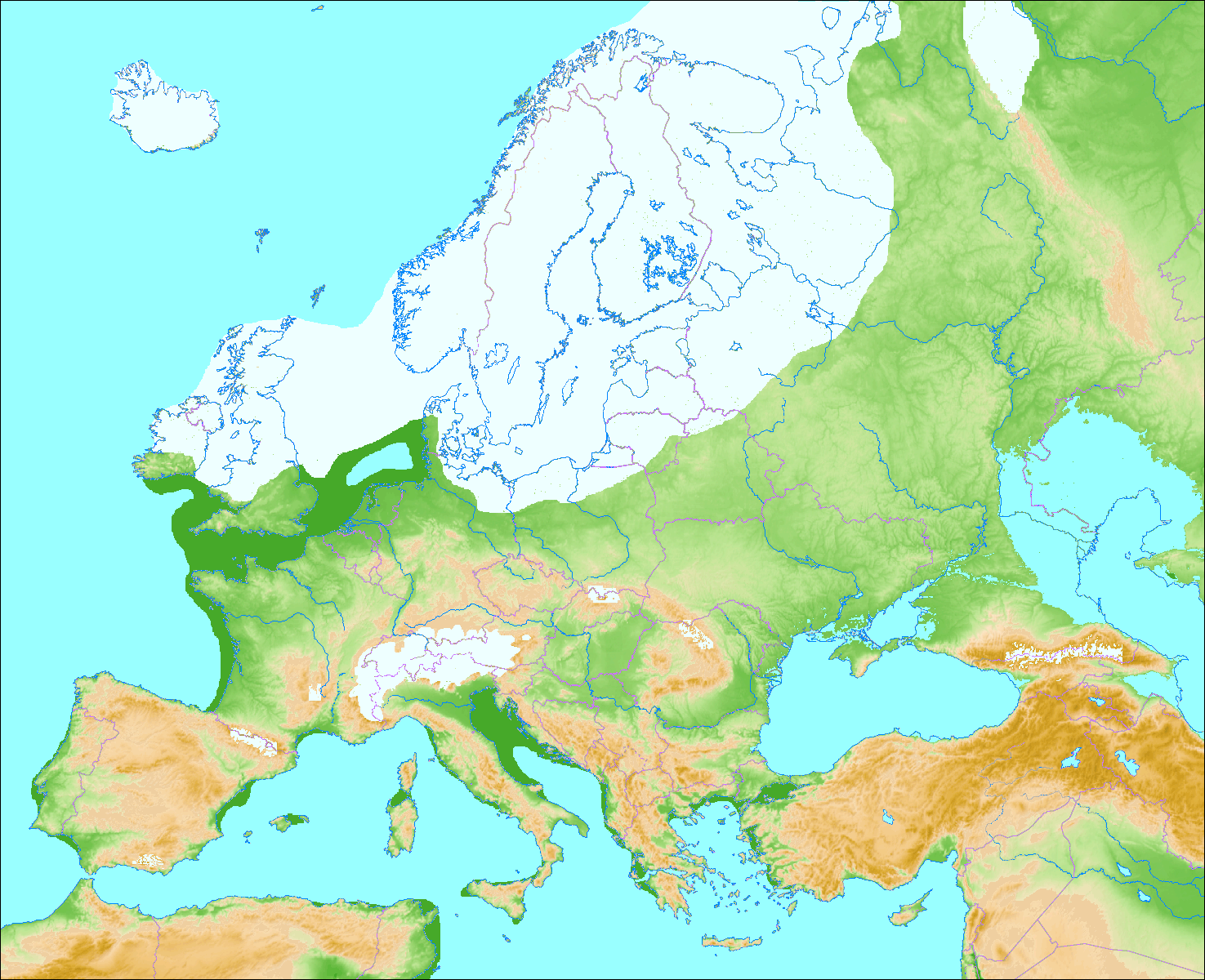
Carte représentant l'extension maximale des calottes glaciaires du Nord de l'Europe au cours du Vistulien. Au cours de cette dernière glaciation (vers 17000 BP), la mer était environ 120 m au-dessous du niveau actuel : les îles du Ponant et celles de la baie du Mont-Saint-Michel n'étaient que des buttes dominant de vastes étendues terrestres planes.

La morphologie littorale résulte de l'érosion différentielle entre des roches magmatiques très résistantes qui forment les grands reliefs encadrant la baie du Mont, et des métasédiments briovériens plus tendres qui forment le substratum de la baie. Ces roches magmatiques sont le leucogranite de Cancale (affleurant à Port-Briac et à la pointe du Grouin) et les granodiorites des massifs de Saint-Broladre, d'Avranches et de Carolles-Vire. Les métasédiments « à phtanites » aux dépens desquels s'est formée la baie, présentent des alternances schisto-gréseuses. Ces schistes non transformés par le métamorphisme de contact dû aux intrusions granitiques, affleurent peu sur le littoral, si ce n'est à la pointe du Grouin du Sud, de Roche-Torin, Mont Manet, Huisnes, Moidrey, Dol-de-Bretagne, ou Saint-Georges-de-Grehaigne.
Ce n'est qu'à partir du Quaternaire que commence le façonnement de la baie qui conduit aux paysages actuels. Au plus fort de la dernière glaciation, l'Europe du Nord est recouverte d'un inlandsis, le Nord de la France, et donc la baie du Mont-Saint-Michel, est soumis à un climat périglaciaire, le niveau moyen de la mer se situe 120 mètres au-dessous du niveau actuel (la Manche n'existe pas). À la fin de cette glaciation vistulienne se produit la transgression flandrienne qui fait remonter le niveau marin (qui passe alors de - 50 m à - 35 m vers 8 000 ans, - 19 m vers 7 500 ans, -2 m vers 5 000 ans, +4 m vers 3 800 ans av. J.-C.) et remanie les dépôts périglaciaires. Le remblaiement de la baie débute au cours de l'Holocène, il y a 8 000 ans, avec la mer qui envahit la baie et apporte alors des sédiments très fins. Depuis cette époque interglaciaire, le colmatage progressif de la partie orientale de la baie se poursuit, au gré des mouvements de régressions et de transgressions marines : du XVe au IXe siècle av. J.-C., une phase régressive (-2 m) permet la formation de chênaies (recélant secondairement des essences telles que le pin et le noisetier) sur le rivage sud, dans les marais de Dol et les marais d'Ardevon (d'où la légende de la forêt de Scissy). Du VIIe au Ier siècle av. J.-C., la transgression (de + 2 m à + 6 m) conduit à la disparition des ensembles forestiers. Du Ier siècle av. J.-C. au IIIe siècle de notre ère, une régression est mise à profit par les Gallo-Romains pour exploiter des sites à sel et mettre de nombreuses espèces végétales en culture. Du IIIe siècle au VIIIe siècle, se produit la transgression marine Dunkerque II qui s'achève par la constitution d'un nouveau cordon littoral,.

## Géographie

### Les cours d'eau et les divagations des rivières
Trois cours d'eau se jettent dans la partie orientale de cette baie (et la traversent à marée basse) : le Couesnon, maintenant endigué à l'ouest du mont Saint-Michel, la Sée et la Sélune. La très faible pente de la baie et l'important marnage provoquent par grande marée d'équinoxe la formation d'un mascaret (“barre”) dans ces rivières qui peut remonter plusieurs kilomètres dans les terres.
La baie est sillonnée par ces trois rivières qui s'y divisent en multiples bras. Elle est également ravinée par de nombreux ruisseaux et chenaux qui se creusent dans le sable des lits. La mer, en remontant rapidement ces cours d'eau, grands et petits, s'insinue entre les bancs, en fait de véritables îles, qu'elle submerge à son heure, ce qui peut piéger les personnes qui traversent la baie. Ces processus justifient que le Mont-Tombe reçoive dès le VIIIe siècle la séculaire et menaçante appellation de « Mont-Saint-Michel-au-péril-de-la-Mer ».
Les divagations fluviales, provoquées principalement par la dynamique propre des chenaux et les mouvements sédimentaires de la tangue, provoquent les érosions latérales des herbus très fertiles. Les rivières principales ont été canalisées par des digues, limitant ainsi ces érosions. La sédimentation de la baie ainsi que les opérations de génie civil (endiguements, digue-route d'accès au mont, barrage de la Caserne sur le Couesnon construit de 1966 à 1969) ont accéléré le colmatage de la baie et ont contribué à menacer l'insularité du Mont, justifiant le projet de rétablissement du caractère maritime du Mont-Saint-Michel lancé dans les années 1995.

### Les plus importantes marées d'Europe

Entre la pointe bretonne du Grouin de Cancale et les falaises normandes de Carolles, la baie du Mont-Saint-Michel constitue le fond du golfe normand-breton.

La baie du Mont-Saint-Michel est située en fond du golfe normanno-breton qui se trouve donc en situation de régime de marée mégatidal. Le plus grand marnage observé en Europe est dans cette baie : d'une amplitude moyenne de 10 mètres, il atteint 12 mètres en vive-eau moyenne, 15 mètres lors des vives eaux exceptionnelles. Ces coefficients sont accentués par la faible profondeur de la baie et l'effet barrière de la presqu'île du Cotentin qui diffracte l'onde de marée, formant ainsi une onde stationnaire qui a une amplitude double de l'onde progressive au large de Cherbourg-en-Cotentin.
La mer se retire à grande vitesse sur une dizaine de kilomètres, mais revient aussi vite. L'expression consacrée « au mont Saint-Michel la marée monte à la vitesse d'un cheval au galop », reprise par les médias et les guides touristiques grand public, est attribuée à tort à Victor Hugo. Ce poncif né dans la première moitié du XIXe, est popularisé sous la plume de Théophile Gautier qui est venu au Mont en septembre 1859 comme journaliste pour la revue du Moniteur universel à l'occasion d'une « marée du siècle » et a décrit le flux comme un « front de cavalerie composé de chevaux blancs et chargeant au galop ». La vérité est que le marnage n'est observable dans sa totalité qu'à l'entrée de la baie (les fonds autour du mont Saint-Michel sont au-dessus du niveau des basses mers), que le flux de la marée montante est de 3,6 km/h, soit 1 m/s (proche de la vitesse d'un homme qui marche), la vitesse maximale constatée étant de l'ordre de 6,1 km/h. Sur l'estran, ce flux diminue autour de 0,6 m/s, excepté dans les chenaux estuariens où il dépasse 2 m/s, d'où le risque pour le promeneur de se trouver rapidement encerclé lors de la remontée des eaux, notamment par les courants dans les chenaux anastomosés et divagants.
Les marées provoquent un brassage important des eaux, ce qui favorise la production biologique. L'estran, la partie du littoral qui subit l'alternance des marées découvre environ 250 km2.
Le phénomène du mascaret ne se produit que pour des marées de coefficient supérieur à 80 mais il s'est raréfié depuis les travaux d'aménagements de la baie (sites d'observation privilégiés : polder Tesnières au sud ouest du mont, Couesnon).
Une légende, basée sur les travaux de François Manet dans son ouvrage De l'état ancien et de l'état actuel de la baie du Mont-Saint-Michel et de Cancale, des marais de Dol et de Châteauneuf, datant de 1777, évoque un raz-de-marée qui serait survenu dans la Baie du Mont-Saint-Michel en mars 709 et qui aurait brusquement envahi forêts (notamment la forêt de Scissy) et villages. En fait, selon les scientifiques, des marées de fort coefficient (supérieur à 110) se produisirent bien début mars 709 et un tremblement de terre est connu avec certitude à la même date selon Maurice Cossmann, rendant possible l'existence d'un tsunami, mais non reconnu avec certitude par le BRGM et la transgression marine s'est faite très lentement au fil des siècles.

### La tangue et les sables mouvants

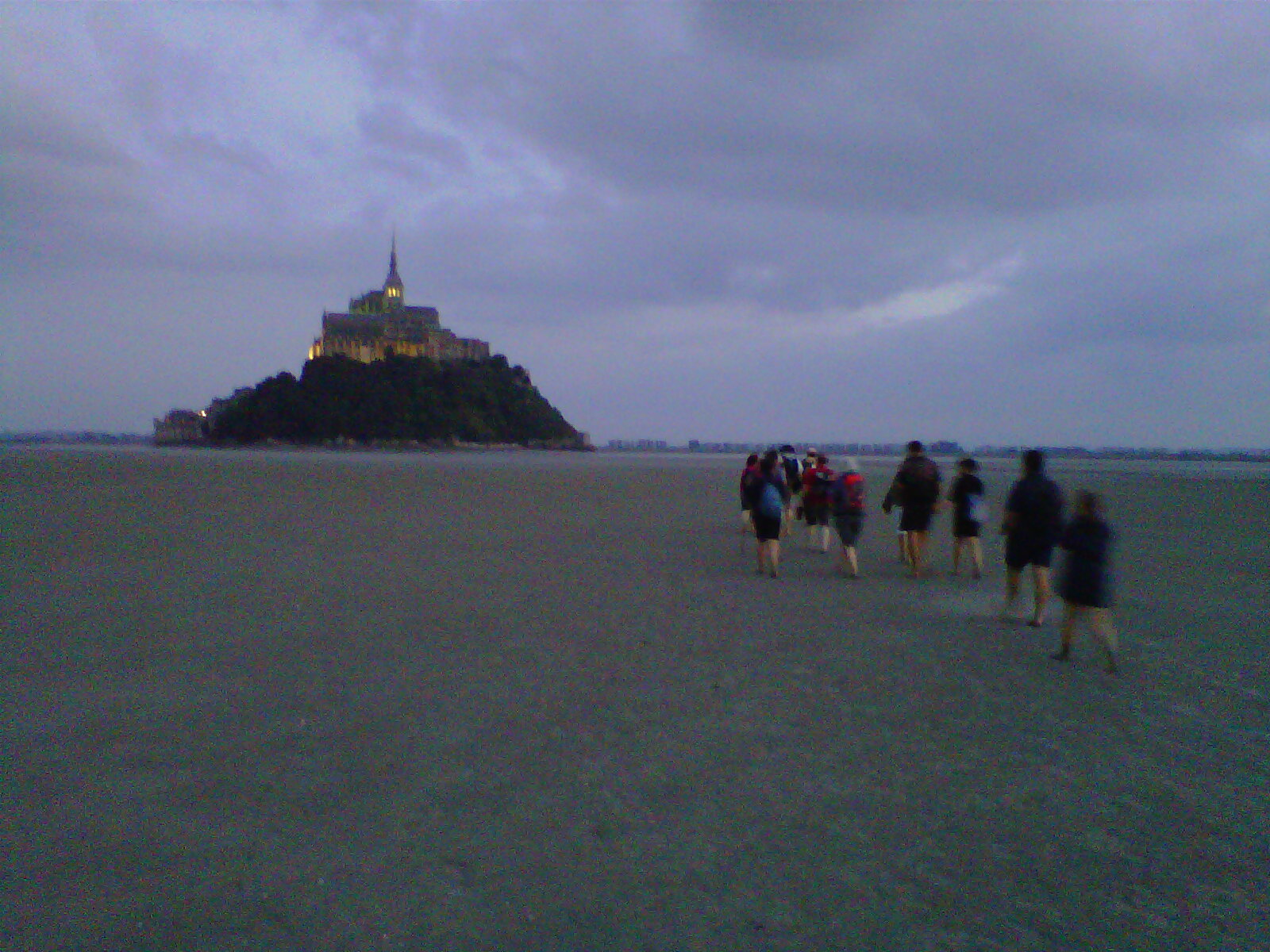
Groupe de randonneurs effectuant la traversée de la baie du Mont-Saint-Michel à pied depuis Vains ou Genêts en Normandie, accompagnés d'un guide reconnu par l'État.

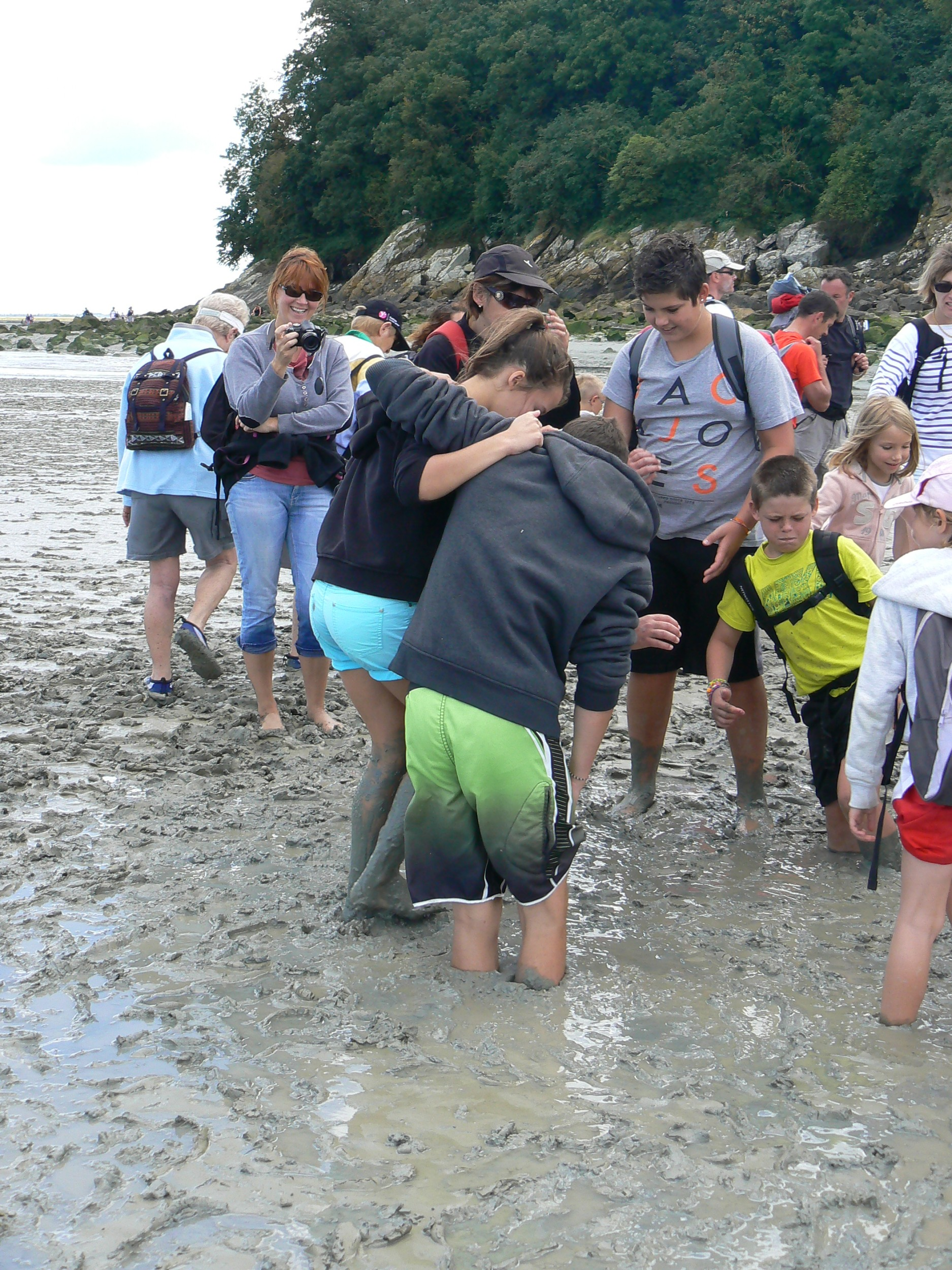
Expérience de sables mouvants au Mont-Saint-Michel, avec un guide.

Les alluvions fluviales continuellement brassées par le flux et reflux des marées, mélangées aux coquillages brisés, donnent naissance à la tangue, un riche fertilisant qui fut longtemps utilisé par les paysans des environs pour amender leur sols.
La baie présente la particularité d'être pratiquement plate et donc sujette à l'envasement et au phénomène des lises qui apparaissent au niveau de bancs de sable ordinairement formés sur le bord des chenaux abandonnés par les courants de marée ou les coudes des rivières, au niveau de la slikke. Certains touristes s'amusent à tester l'effet des sables mouvants formés par la tangue. Rigide et thixotropique comme les vases, la tangue par contre est perméable et litée. La traversée de la Sée et de la Sélune n'oppose qu'une maigre difficulté, mais il existe plusieurs zones de sables mouvants dans les parties sableuses de la baie, surtout les chenaux, comme dans toute zone très plate, qui divaguent de jour en jour.
Conjuguée à une amplitude de marée exceptionnelle, cette configuration rend la zone dangereuse, par temps de brume (perte totale de repères), causant des noyades non par réel enlisement, mais par épuisement : les chercheurs ont montré en effet que la force nécessaire pour s'extraire des sables mouvants « est comparable à celle qu'il fait pour soulever une voiture ». Si le chenal se remplit alors, il convient de dégager ses pieds au maximum et de nager à la force des bras ; la théorie prévoit que l'on flotte, mais l'hypothermie tue si on ne se dégage pas rapidement. Essayer d'empêcher une personne de s'enliser en la tractant afin qu'elle retrouve la terre ferme est impossible, puisque son poids équivaut approximativement à celui d'une voiture dans cette situation.

## La digue et les polders
Charles Le Goffic les a décrit ainsi en 1910 :

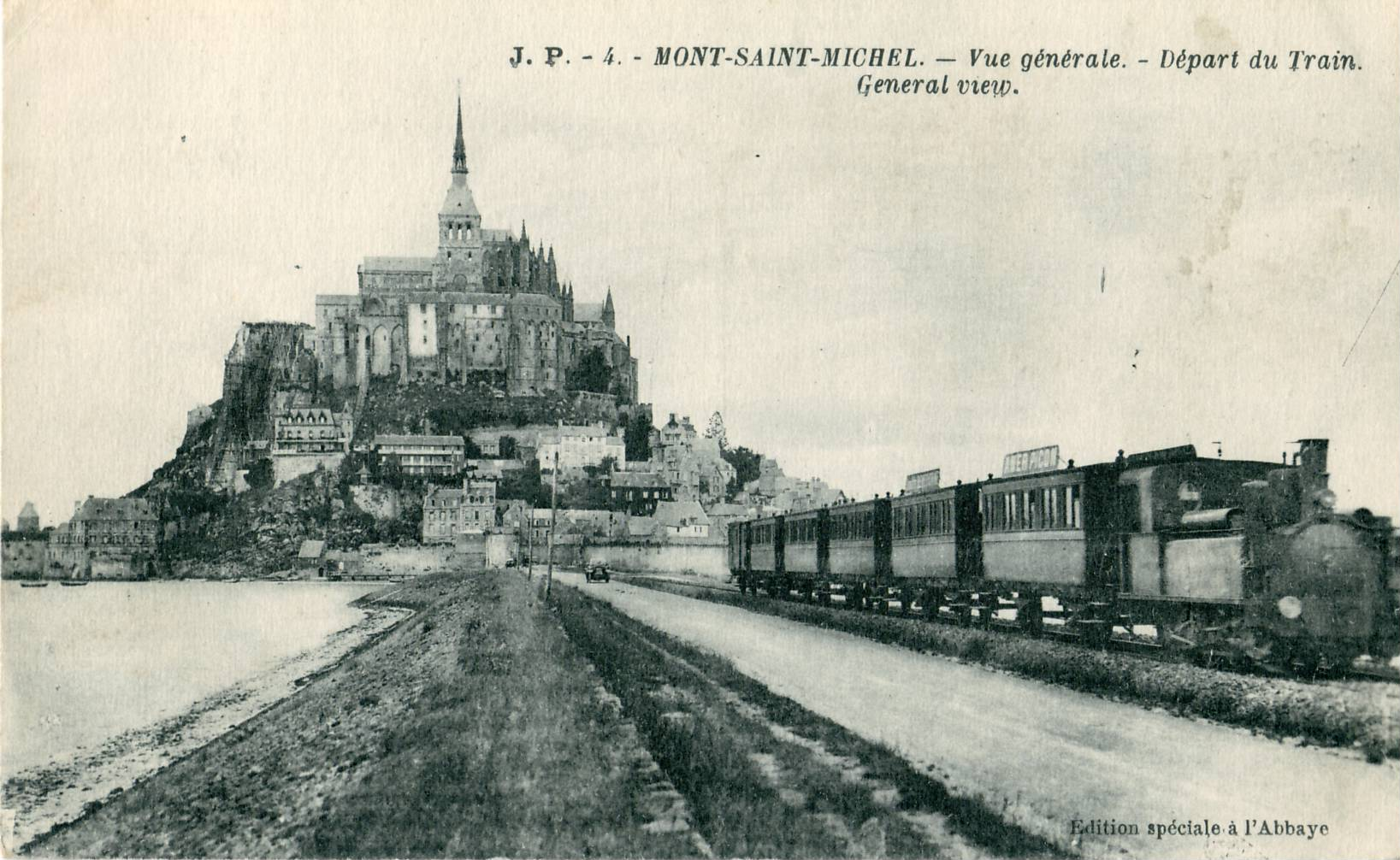
L’ancien train du Mont-Saint-Michel à son terminus, sous les remparts.

« D’Avranches à Cancale, la côte n’est qu’une interminable bande de terres basses coupées de digues, de canaux, de drains et toutes pareilles, moins les moulins, dont les tours subsistent, mais ont perdu leurs ailes, aux polders des Pays-Bas. De fait, on dirait un pan de Hollande cousu à la Normandie et à la Bretagne qui sont ici mitoyennes. L’ourlet de mer, qui festonne ce grand ruban de 350 000 hectares, complète l’illusion. Un énorme tumulus de 65 mètres de haut rompt seul la perspective, le mont Dol, île autrefois, comme le mont Saint-Michel, et depuis le XIIe siècle rattaché à la terre, cerné par la culture riveraine. »

### La digue
De longue date, la baie du Mont-Saint-Michel est l'objet de travaux de poldérisation de la part de ses propriétaires riverains. Du VIIIe au XVIIe siècle, les cordons coquilliers déposés par la mer entre la pointe de Château-Richeux et le massif de Saint-Broladre avaient été mis à profit pour endiguer les marais de Dol. À l'est de la chapelle Sainte-Anne, on distingue encore cette digue qui marque la limite sud des polders et que l'on désigne sous le nom de digue de la Duchesse-Anne.
La digue de la Duchesse-Anne, construite au XIe siècle en granit, s'étend sur quelque 20 km.
Après les troubles de la guerre de Cent Ans et des guerres de Religion, la poldérisation reprend au XVIIe siècle et surtout au XVIIe siècle, sous l'influence des physiocrates qui encouragent une politique de mise en valeur agricole. Des exemptions fiscales encouragent l'endigage des atterrissements entrepris sur de nombreuses rives estuariennes, ce qui explique qu'ils ont été très largement d'initiative privée. Plusieurs entrepreneurs obtiennent des concession de milliers d'hectares. Les polders sont endigués de façon successive, même si certaines entreprises de poldérisation se soldent par des échecs, les digues d'enclôture étant légères (pour des raisons de coût) et résistant mal aux attaques des rivières et aux tempêtes.
L'action la plus marquante en ce sens est la construction par les Ponts et Chaussées de 1878 à 1879, d'une digue-route d'accès au Mont, malgré l'opposition de diverses autorités. Cette digue submersible et celle de la Roche-Torin accélèrent le colmatage de la baie.
À peine finie, querelles et protestations de toutes sortes : Clemenceau (1881) par anticléricalisme : dépenser de l’argent pour des moines ! Victor Hugo (janvier 1884) et la symbolique de l’île, Maupassant (juillet 1884), et une foule d’autres se sont exprimés.
Mais bientôt (en 1901) le chemin de fer arrive, et il y restera jusqu’en 1938. Le canal sert de réserve d’eau douce en été, permet d’éviter l’inondation de Pontorson, et aide à la sédimentation du marais blanc. Le schorre (les herbus ou prés-salés) s’étend.
Après la Seconde Guerre mondiale où l’armée allemande inonde délibérément en eau de mer les polders, il faut reconstruire, et on repoldérise cette fois aussi en rive droite du Couesnon. Un immense projet (Centre d’études des Marées) voit le jour : séparer la baie en deux bassins, un à l’ouest et l’autre à l’est et jouer de la marée et du Couesnon convenablement orientés vers deux déversoirs pour faire une immense centrale hydroélectrique de marée. Ce projet ne sortira des cartons qu’en miniature (l’usine de la Rance). Les ostréiculteurs et les mytiliculteurs ont eu gain de cause et actuellement, bien que le naissain vienne toujours de Marennes, l’essentiel de la production française de moules vient des Hermelles, juste au nord du Vivier-sur-Mer.
Aujourd'hui[Quand ?], les polders couvrent une superficie de 3 100 ha[réf. souhaitée].

### Rappel de quelques données naturelles

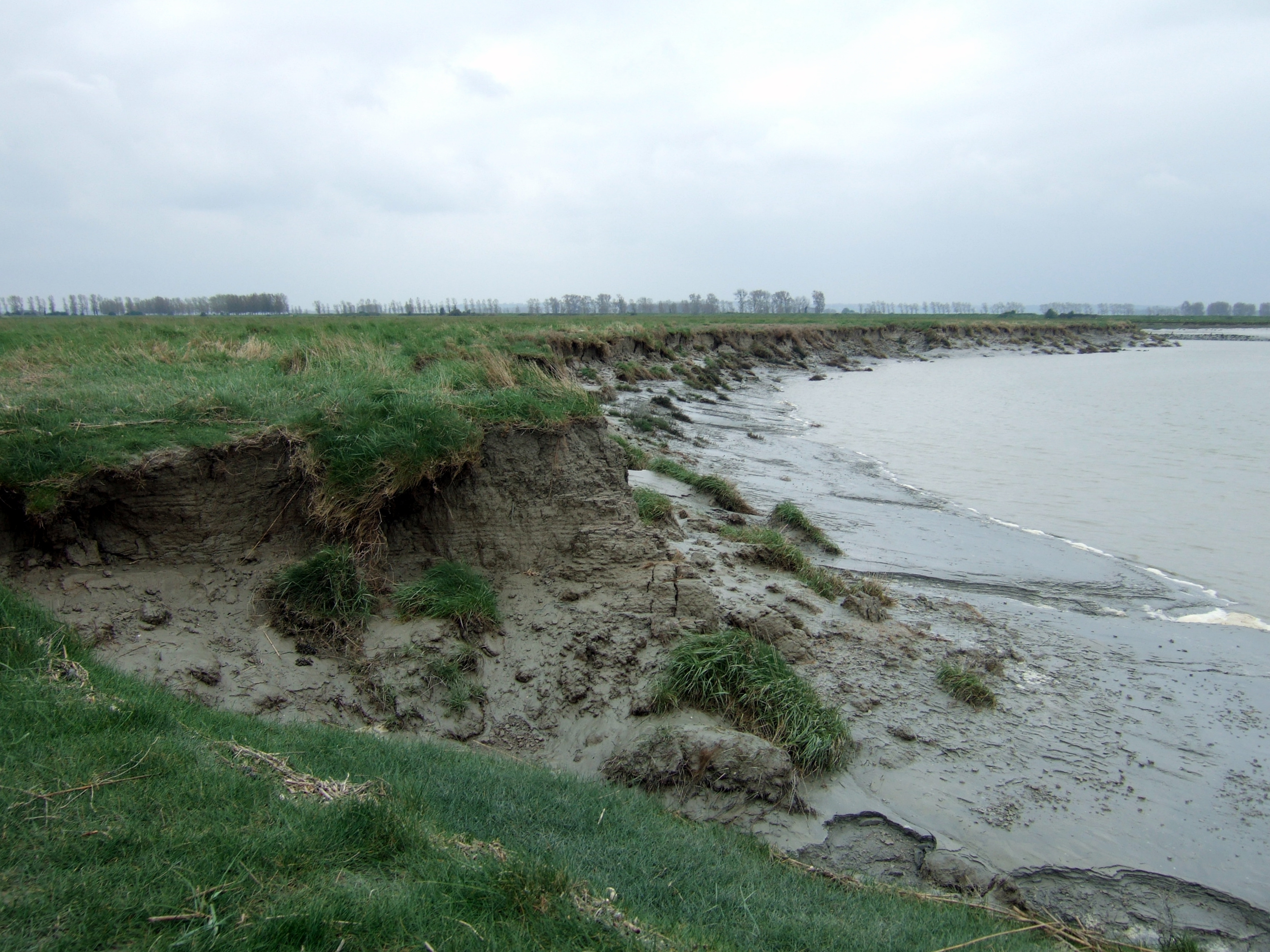
La marée basse expose une boue épaisse sur les rives du Couesnon.

La baie s’étend de la pointe du Grouin à la pointe Champeaux selon un axe ouest-est ; et le canal du Couesnon de Pontorson, Beauvoir, au barrage de la Caserne se prolonge en une digue vers le nord jusqu’au mont Saint-Michel (MSM), puis Tombelaine, le bec d’Andaine et Saint-Jean-le-Thomas. À l’ouest, Cancale, à l’est, Avranches sur la Sée, au nord de la Sélune. Elle est située au fond du golfe normand-breton qui est limité par Bréhat à l'ouest et le cap de la Hague au nord.
L'estran dégage environ six kilomètres pour un marnage de dix mètres en moyenne sur 240 km2. Ce marnage exceptionnel qui peut atteindre 15 m (un peu comme celui de la baie de Fundy) est dû aux mêmes raisons : forme en entonnoir de la baie, pour une onde progressive de marée qui se dirige vers la Manche et la mer du Nord, et donc se heurte au Cotentin (donc impédance réflexive type quart d'onde) plus la force de Coriolis toujours déviant à droite. Donc très fort marnage ; et très logiquement le chenal montant n'est pas le même que le chenal descendant ; d'où selon la force du vent et bien d'autres paramètres (force du mascaret, profondeur du chenal, tenue du sable (où fourmille la faune d'estran), une divagation des chenaux de sortie des trois fleuves principaux. En mer, le marnage est beaucoup plus réduit.
Comme la baie d'Authie, la baie de Somme, ou la baie de la Seine, la mer ne cesse d'apporter des vases et des sédiments : 1,5 mm/an environ. En effet, la marée montante (vitesse du courant de flot : 1 m/s par coefficient de marée moyen, soit 3,6 km/h) mobilise par forte tempête les fonds marins et les dépose par sédimentation à marée descendante (vitesse du courant de jusant : 0,75 m/s, soit 2,7 km/h), le rôle des diatomées n'étant sans doute pas neutre dans ce processus : la slikke monte, les marais salés progressent de 20 ha par an ; les herbes halophiles progressent, la salicorne en tête, puis le schorre s'installe avec ces obiones, puccinella, asters et autres laitues de mer : aux endroits où le schorre recule (cela arrive aussi), on peut voir à certains endroits jusqu'à un mètre de dépôts récents déposés en lits, chronologiquement datés par la marée de vive eau. Ces dépôts sont du sable coquiller et de la tangue (la tangue est ce calcaire blanc de granularité très fine 20 micromètres qui va former le marais blanc de Dol (environ 20 m d'épaisseur sur 100 km2).
Au sud, l'eau à l'intérieur croupit et la tourbe se forme (le marais noir) : 15 km2. Les photographies fausses couleurs révèlent immédiatement ce paysage.
Sur les zones en formation, on peut voir de manière assez caractéristique du point de vue géologique, le chenal creusé dans la tourbe ancienne « assez » résistante, le comblement de ce V par la tangue, puis quand l'assèchement progressif se produit, la tourbe se rétracte en s'affaissant, laissant apparaître la surélévation de la tangue (de 10 à 50 cm selon le chenal). L'analyse hydraulique du Guyoult confirme ce scénario assez bien connu.
Se rajoute à ce phénomène naturel la montée régulière de la mer, de 1,2 mm/an, ce qui justifie depuis l'holocène récent les 20 m de dépôt du marais blanc et l'emprise à l'intérieur des terres du mont Dol.

### Poldérisation de la baie
Vient l'action de l'homme : on a besoin de nourriture, donc d'agriculture, donc de marais asséchés : il pleut trop ; il faut évacuer l'eau ; on ne cessera de favoriser l'écoulement de l'eau par drainage. Les moines y passeront leur Moyen Âge. Il faut se chauffer : les lambeaux de forêt disparaissent. Cela dit, le phénomène est global à toute l'Europe : l'immense forêt tempérée a disparu, comme disparaissent actuellement et pour les mêmes raisons la savane et la forêt tropicale.
C'est donc, via les premières digues et vannes, l'empêchement de la mer à monter sur le schorre à pleine mer, et l'écoulement d'eau douce vers la mer en Basse mer ; premiers pas vers la conquête de nouvelles terres : symboliquement, de 1769 à 1969 : deux cents ans de poldérisation.
Henri Bertin contemporain de Turgot et des physiocrates croit à la domination-domestication de la Nature : concession est accordée à tout demandeur de « mer à poldériser » ; on a vu et admiré le travail hollandais. Quinette de la Hague se voit concéder de la roche Torin à l'est jusqu'à Broladre : hélas, trente ans à peine, et la mer et les divagations du Couesnon ont détruit toutes les digues, placées bien trop au large.
Deuxième tentative en 1856 : Mosselman se voit attribuer cette fois de la chapelle Sainte-Anne jusqu'à la roche Torin en passant juste au niveau de la Merveille. On canalise le Couesnon jusqu'au barrage de la Caserne et c'est gagné : les polders progressent le long du trait Sainte-Anne – Mont-Saint-Michel ; tout un parcellaire est formé, jusqu'en 1934 au bord du chenal du Couesnon et du Barrage. Entretemps, l'île a cessé d'être une prison (Louis Auguste Blanqui et Armand Barbès y furent, entre autres, enfermés) et l'on songe de plus en plus à régulariser le déplacement des pèlerins vers le Mont-Saint-Michel. Une décision importante pour l'avenir du mont est prise.
Le barrage de la Caserne fut construit en 1969 sur le Couesnon et accentua le colmatage de la baie. Aujourd'hui, il est question de redonner au mont Saint-Michel son caractère insulaire en supprimant le parking situé au pied, en remplaçant le pont par une passerelle et en édifiant un barrage pour empêcher l'ensablement.

### Les travaux
- Contrairement à ce qu'il est de coutume de croire, les travaux en cours au Mont-Saint-Michel, qui ont débuté le vendredi 16 juin 2006 ne consistent pas en un « désensablement de la baie », projet qui serait irréalisable au regard des 1,5 million de mètres cubes de sédiments supplémentaires charriés chaque année dans la baie[38], qui se comble naturellement, faisant croître la superficie des zones de schorre de l'ordre de 15 ha par an[39]. Il s'agit d'un rétablissement du caractère maritime du mont Saint-Michel, projet piloté par l'État et mis en œuvre localement par un Syndicat mixte[40]. L'objectif est de parvenir d'ici à une quinzaine d'années à la suppression partielle des prés salés situés au sud-est et sud-ouest du monument, en supprimant la digue-route d'accès et en la remplaçant par un pont passerelle au-dessous duquel la marée pourra circuler librement. L'opération s'accompagne d'une « requalification » des accès au monument, avec la suppression des parkings situés sur l'estran et leur transfert à terre, à 2,5 km au sud. La concession des nouveaux parkings a été confiée à Veolia. L'accès au Mont ne se fera plus qu'à pied ou en navette.
- En août 2008, les quatre premières vannes sont opérationnelles à l'ouest du barrage, fonctionnant en portes à flots en attendant la livraison des quatre autres en cours de montage. À terme, la retenue d'eau constituée à marée montante, par la remise en eau du site de l'Anse de Moidrey, sera lâchée à marée descendante, générant un effet chasse d'eau qui doit permettre de chasser les sédiments aux abords du mont Saint-Michel[41].

#### Premiers projets de préservation et mise en valeur du site
À partir de 1969, le « péril vert » est écarté. On prend conscience de la valeur patrimoniale et pécuniaire du site, et surtout le développement du tourisme (avec 3,3 millions de touristes en 2005) nécessite à la fois un parking et que le Mont reste une île.
Dès 1975, l’ingénieur Mignot avait très rigoureusement analysé la baie et comparé avec les relevés de 1958 (qui étaient plus approximatifs : la slikke ne dépendait ni du SHOM ni de l’IGN).
De 1975 à 1995, se feront des études en bassin (la SOGREAH, qui s’occupe aussi de la Somme). Pas faciles, ces études en bassin : la nacre pilée et la sciure remplacent le sable, il faut ajuster convenablement les débits des rivières, des pluies, de l’évapo-transpiration et du cycle des marées, « caler » les paramètres du modèle réduit puis passer de la rétrospective à la prospective. On se trompe, on rectifie avec observations sur le terrain ; on passe des thèses.
En 1979, l’île du Mont Saint-Michel avec sa baie, ainsi que le moulin de Moidrey, est inscrite au patrimoine mondial, au titre de l’art et de la culture. La même année, la directive, dite « d'Ornano », relative à la protection et à l'aménagement du littoral est introduite dans le code de l'urbanisme, sept ans avant l'adoption de la loi littoral.

#### Le projet de restauration du caractère maritime de l’île

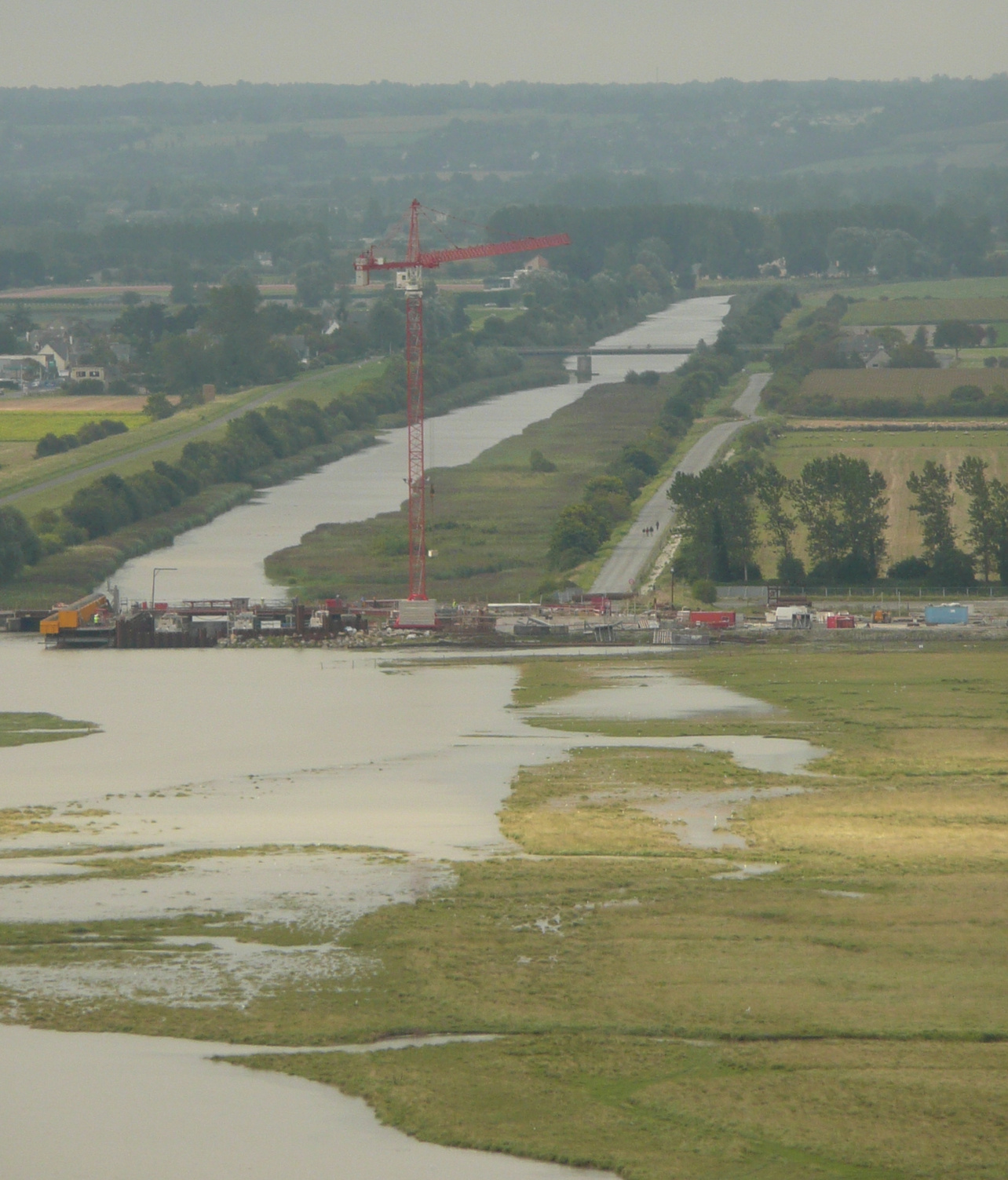
Construction d'un nouveau barrage sur le Couesnon.

24 juin 1983 : François Mitterrand inaugure les travaux de démolition de la digue (submersible) de la Roche Torin.
1995 : les études sont déclarées honnêtes ; la puissance des ordinateurs a augmenté ainsi que les codes de calcul : on peut monter la commission du Mont-Saint-Michel, qui doit préserver son insularité et faire arriver des touristes payants régulés.
D’où le projet :
- Suppression du parking : un autre parking est construit au sud du barrage de la Caserne sur le Couesnon (barrage qui est reconstruit), et une navette spéciale amènera les visiteurs par une route-passerelle au Mont ; dans le futur, une gare SNCF sera construite sur le continent avec des trains directs depuis Paris-Vaugirard (Montparnasse-3) ;
- Côté île : on sait bien maintenant qu’on ne peut lutter contre la nature ; il faut ruser ; la ruse c’est de faire que le Couesnon soit chenalisé de part et d’autre du mont Saint-Michel, 2⁄3 à l’ouest en Bretagne et 1⁄3 à l’est en Normandie, le barrage servant de barrage de chasse de 700 000 m3. Des échelles à poissons sont prévues, pour les anguilles (catadromes) comme les saumons (anadromes).

L’écosystème sera préservé : pour conserver les 40 crapauds mâles, on a déjà enlisé une excavatrice dans la vase, qu’il a fallu extraire à la grue et non pas en traction (voir ci-dessus : sables mouvants) : cette excavatrice devait faire les mares nécessaires avant de pouvoir dégager et curer le Couesnon. L’entrée d’eau de mer se fera par l’eau de surface (beaucoup moins turbide) et la chasse sera brutale pour bien évacuer, selon des chenaux régulés, toute la vase et donner un « bel aspect » au mont Saint-Michel, débarrassé de son encombrant parking, mais entouré de douves « naturelles ».
Du coup, on barre la route aux halophytes comme la salicorne, puisque le schorre sera contenu, et on ouvre la route à la navette des néophytes.
Le coût des travaux a augmenté au fil du temps : 72 M€ en 1999, puis 94 M€, puis 134, puis, crise du pétrole aidant, 220 M€ en 2004 : pendant ce temps, la vase s’accumule et cela à raison de 2,6 mm/an maintenant, sur 240 km²[réf. nécessaire].

### Agriculture

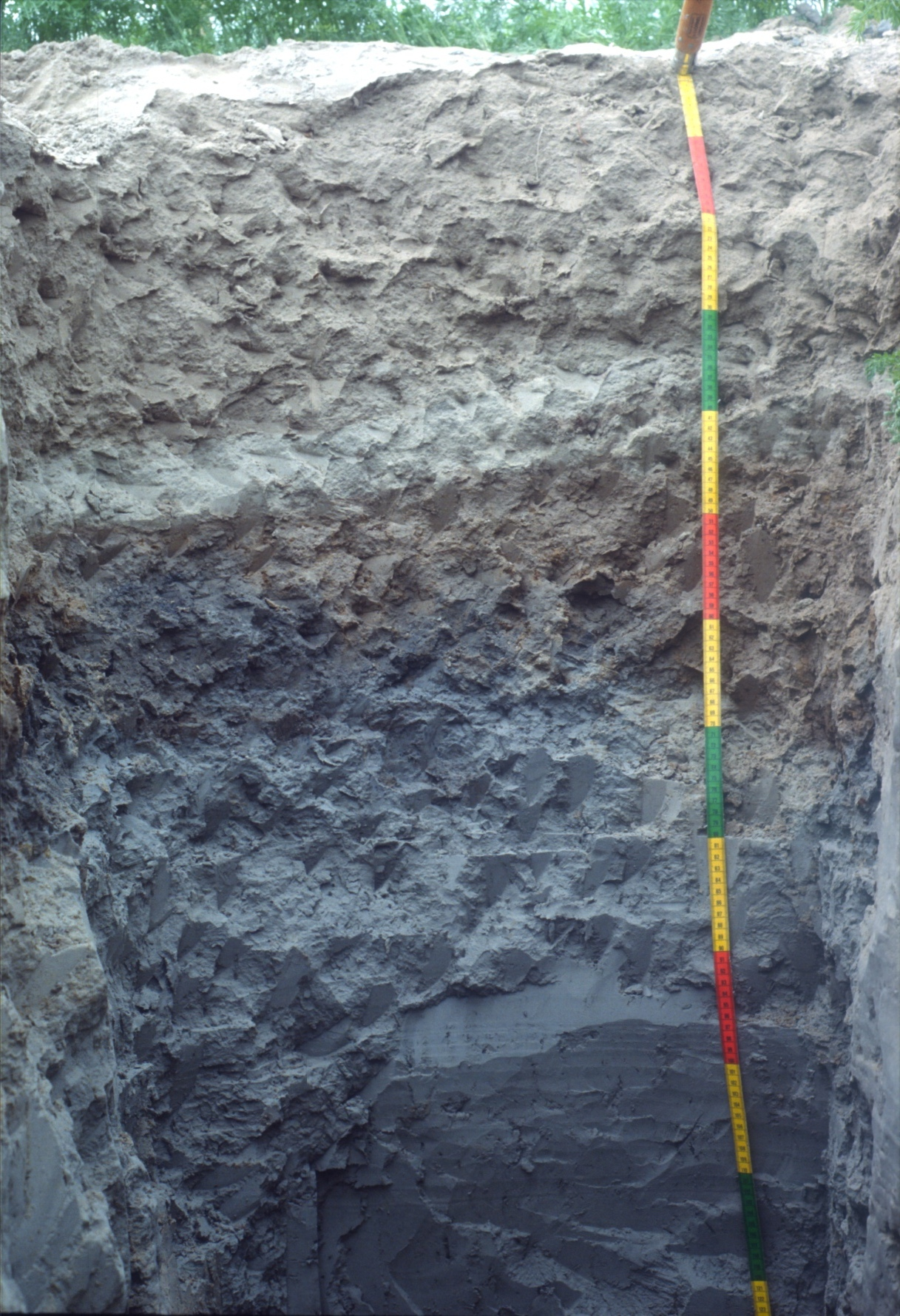
Thalassosol du polder du Mont-Saint-Michel développé dans les alluvions marines.

La poldérisation permet l'implantation très rapide de l'élevage (élevage bovin laitier et élevage ovin avec les fameux agneaux de pré-salé). La révolution agricole de l'après-guerre s'est traduite par des opérations de remembrement et la mise en culture des prairies naturelles qui ont favorisé la production céréalière (blé et maïs) ou maraîchère (oignons, ails, échalotes, pommes de terre, salades, carottes, poireaux, navets, céleris raves…).
Le littoral de la baie est devenue une zone de maraîchage très importante. En 2017, sur les 6 000 m2 de terres polders, 2 000 m2 sont des champs de légumes qui permettent à une soixantaine de maraîchers d'en produire près de 80 000 tonnes annuellement.

## Écologie
Paléoécologie : au cours des trois derniers cycles interglaciaires-glaciaires (depuis 300 000 ans environ) le domaine de la Manche occidentale et centrale a fortement varié au fur et à mesure des successions de transgressions et de régressions marins. Cette baie peu profonde a connu des assèchements successifs, nombreux et assez longs pour que s'y (ré-)établissent des paysages et écosystèmes steppiques colonisés notamment par les troupeaux de mammouths et autres membres de la grande faune préhistorique (rhinocéros laineux, chevaux, rennes) y compris son cortège de prédateurs carnivores, dans des zones de toundra et/ou de taïga selon les lieux et moments. Cette faune riche a probablement attiré les chasseurs-cueilleurs humains dont les vestiges pléistocènes sont nombreux et souvent situés sous le niveau de l'estran contemporain immergés par la remontée marine holocène.
Écologie contemporaine : la baie du Mont-Saint-Michel bénéficie de la convention de Ramsar pour la protection des zones humides depuis le 14 octobre 1994. Une superficie de 62 000 ha est ainsi classée.
Le réseau Natura 2000 intervient sur deux classements différents : site FR2500077  et site FR2510048.

### Faune

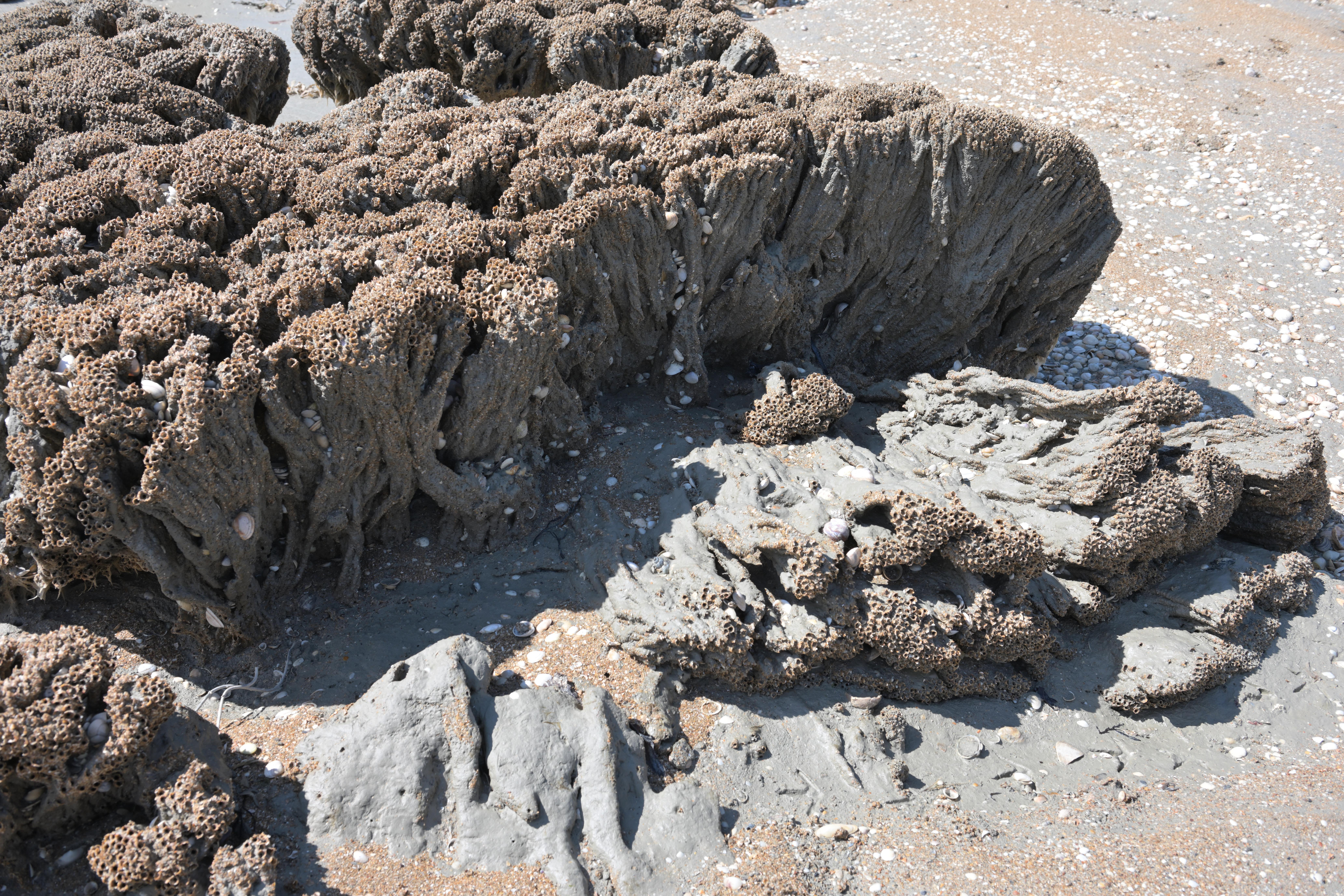
Les récifs d'hermelles en baie s'étendent sur 220 ha

« Le plus grand banc d'hermelles » est localisé au Sud, vers Cherrueix (près de 100 hectares tout de même) : il constitue la plus grande bioconstruction européenne. Il existe d'autres bancs, plus facilement accessibles, tel que celui de Saint-Jean-le-Thomas, à l'Est de la baie.

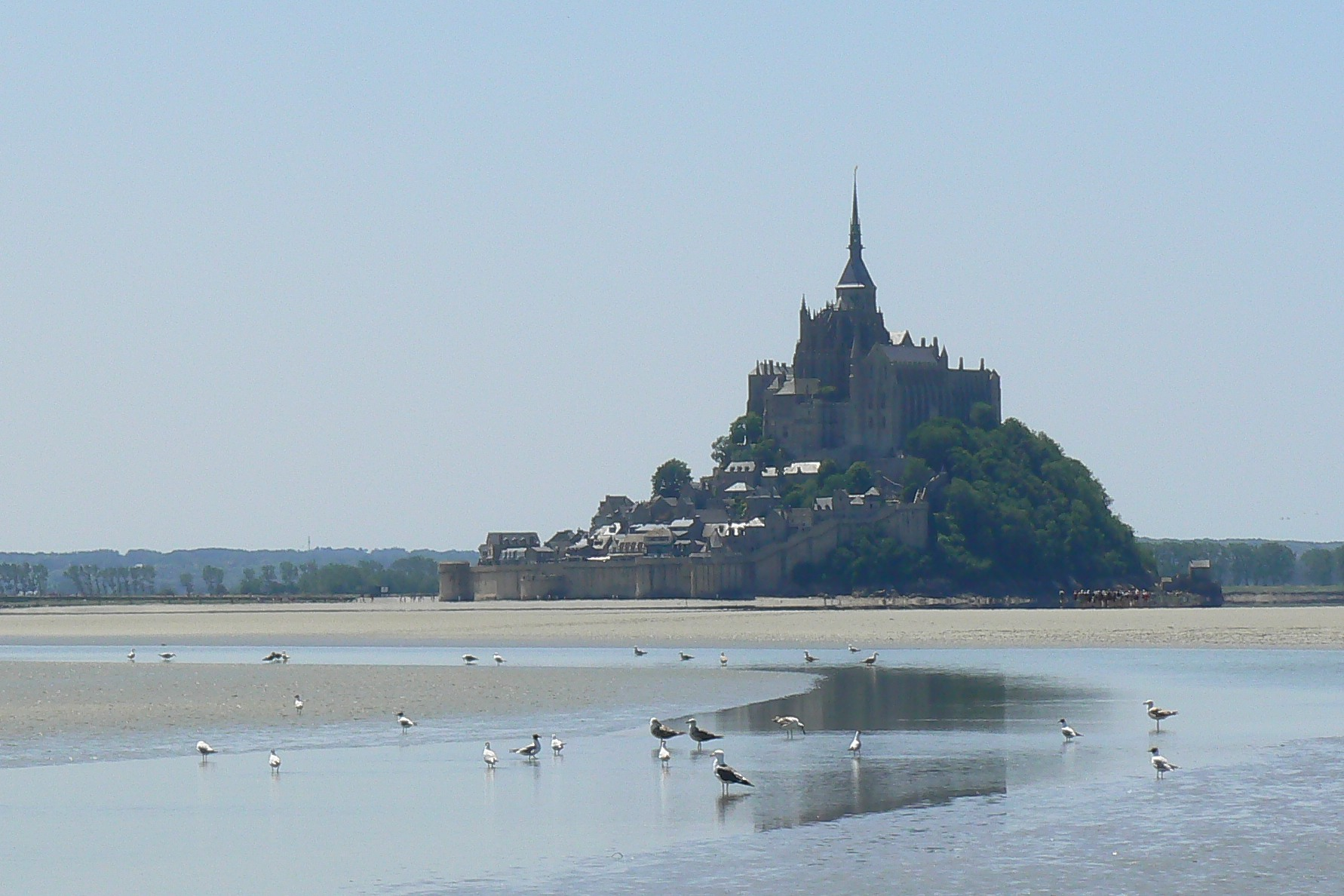
Oiseaux d'eau baie du Mont Saint-Michel

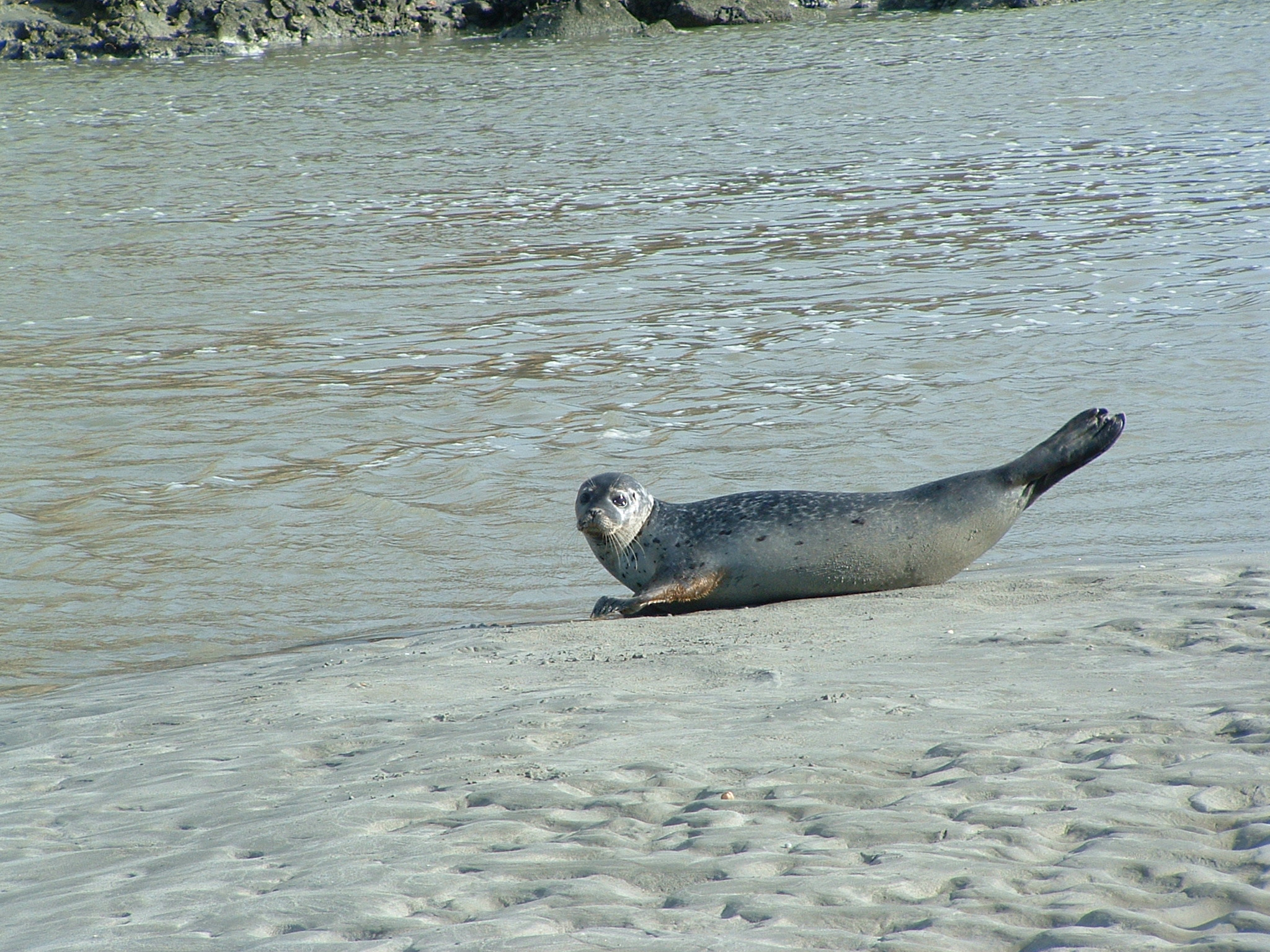
Phoque dans la baie.

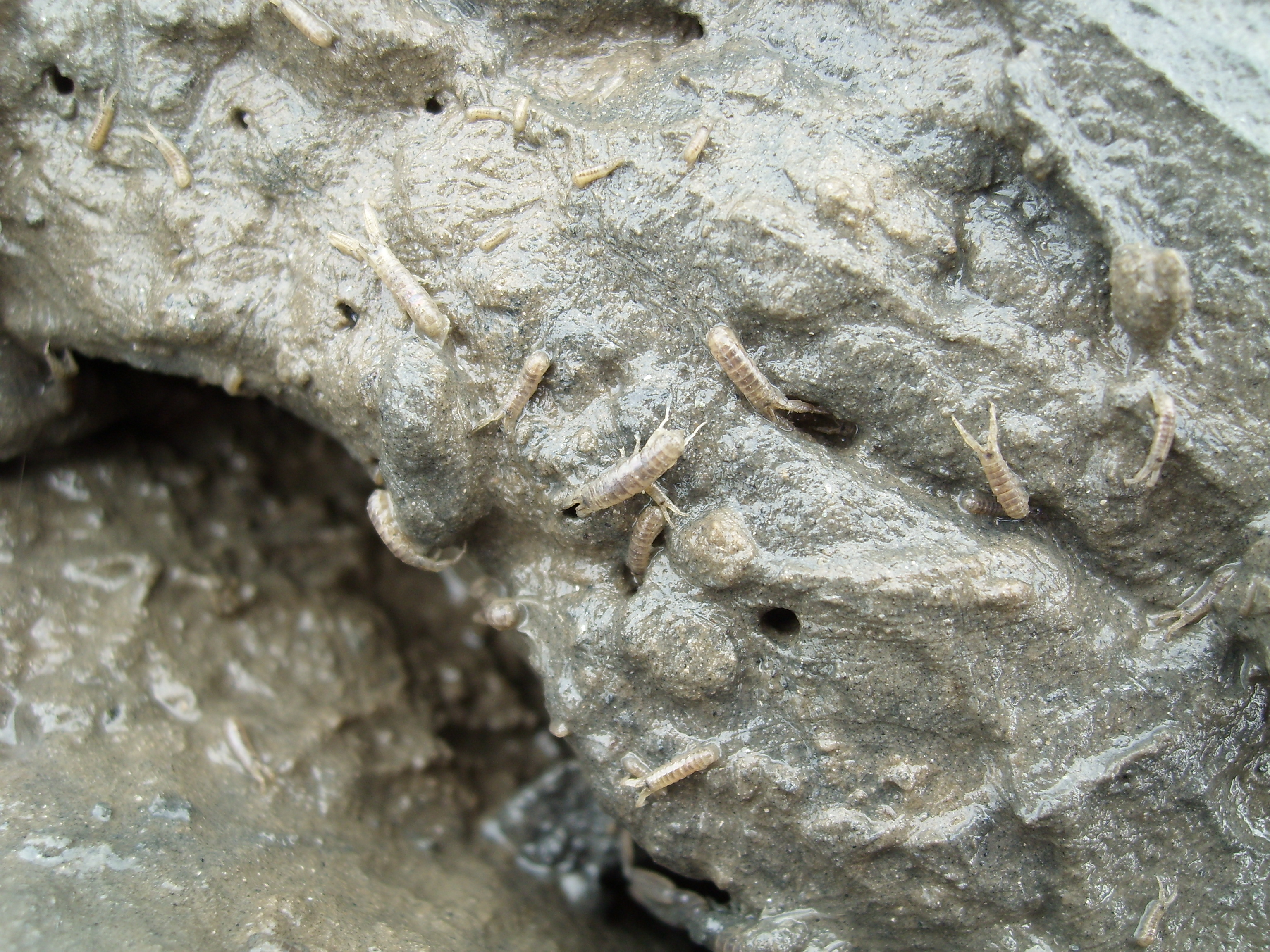
Les bordures des chenaux sont colonisées par un amphipode benthique filtreur, le Corophie tourneur atteignant des densités de dizaines de milliers d'individus par.

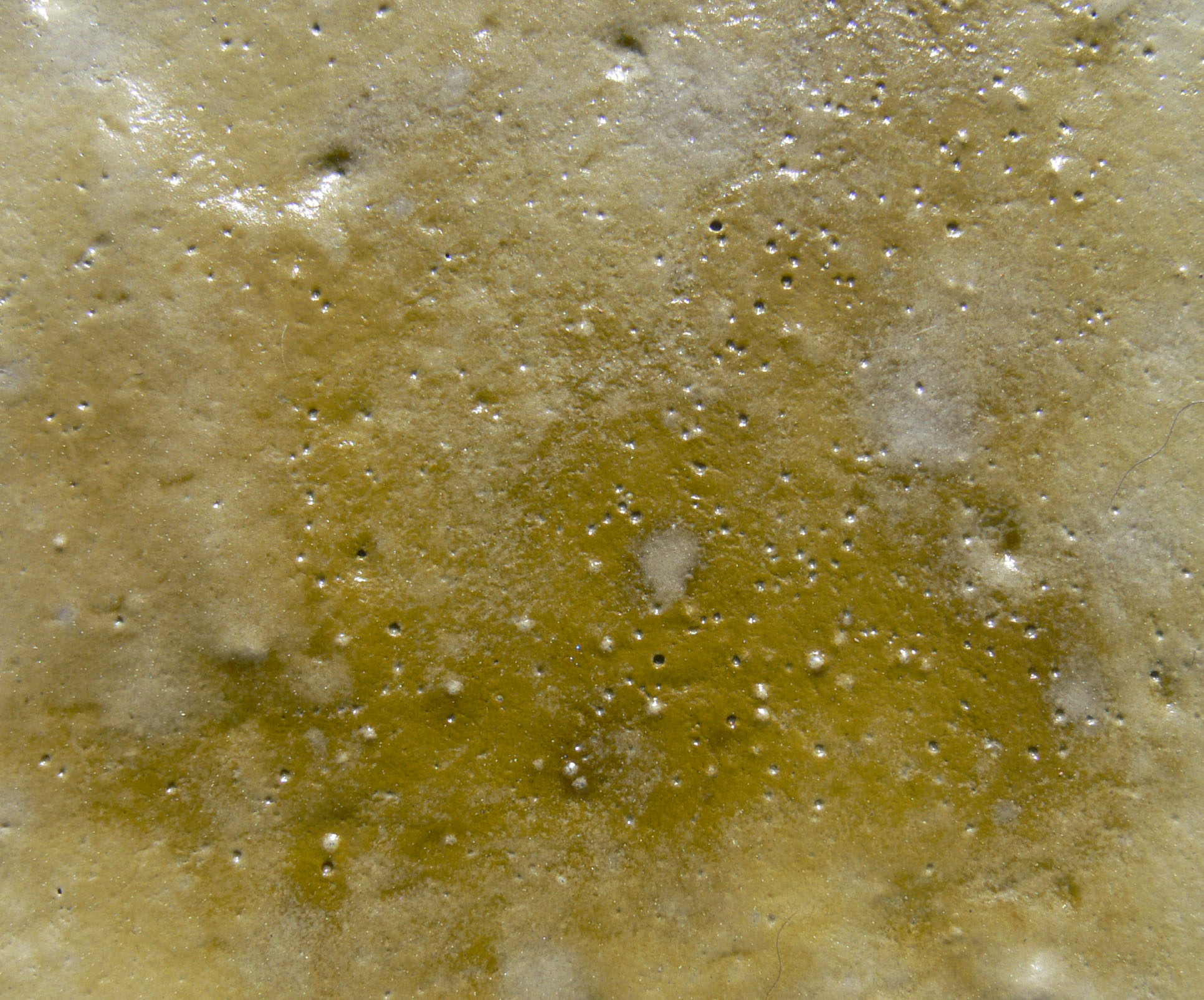
Biofilm superficiel intertidal, en grande partie photosynthétique sur vase estuarienne exondée, se formant à marée descendante. Il est constitué majoritairement de nombreuses espèces de diatomées à l'origine de la chaîne alimentaire en baie.

La baie est un site fréquenté tout au long de l'année par l'avifaune aquatique. Elle est un secteur important et central pour l'accueil d'oiseaux d'eau en hivernage, en migration (car située sur l'axe de migration Est-Atlantique) ou en reproduction. La fréquentation est maximale en hiver avec des effectifs essentiellement composés par trois groupes d'oiseaux (laridés, limicoles et anatidés). D'après les effectifs moyens des oiseaux d'eau hivernants sur la période 2007-2012, la baie est avec 88 000 individus, le quatrième site métropolitain d'hivernage, après la Camargue (181 000 oiseaux), la baie de l'Aiguillon et la Pointe d'Arçay (102 000), et le bassin d'Arcachon (101 000).

Ce patrimoine ornithologique lui vaut d'être classée, le 5 janvier 2006, Zone de Protection Spéciale (ZPS) pour l'avifaune.
- Le phoque est un animal encore présent dans la baie du Mont-Saint-Michel, mais cependant menacé par la fréquentation touristique.
- L'été, des dauphins venant des eaux plus chaudes de l'océan Atlantique suivent les courants marins afin de jouer autour des embarcations traditionnelles des pêcheurs locaux, les fameuses barquettes à moteur.
- La baie abrite environ 100 espèces de poissons. Les mulets s'y nourrissent notamment de diatomées.
- De nombreux invertébrés sont présents dont le Ocenebra erinacea ou bigorneau perceur (aussi dit cormaillot) peu apprécié des ostréiculteurs, et quelques espèces invasives (par exemple la crépidule involontairement introduite vers 1970, en provenance d'Amérique du Nord, qui constitue actuellement près des 2⁄3 des coquillages présents dans la baie).
- Deux importants sites récifaux sont se distinguent sur l'estran : le banc des Hermelles, situé à environ 5 km au nord du site de la chapelle Sainte-Anne de Saint-Broladre (ou chapelle Sainte-Anne des Grèves), et le massif des Hermelles de Champeaux au pied des falaises du même nom. Les hermelles (Sabellaria alveolata) sont des vers marins dits « bioconstructeurs », qui édifient des récifs découvert à marée basse, et auxquels une faune abondante est associée. Le banc des Hermelles est la « bioconstruction » animale la plus étendue d'Europe, sa superficie atteignant plus de 100 ha[54].
- La baie attire de nombreux oiseaux (pour leur reproduction et nidification ou en étape migratoire ou hivernage). Les oies et les canards y passent l'hiver. La macreuse se nourrit de coquillages en particulier des moules d'élevage. Ce sont surtout des oiseaux marins, tels que Aigrette garzette (Egretta garzetta), Alouette hausse-col (Eremophila alpestris), Alouette lulu (Lullula arborea), Avocette élégante (Recurvirostra avosetta), Balbuzard pêcheur (Pandion haliaetus), Barge à queue noire (Limosa limosa), Barge rousse (Limosa lapponica), Bécasseau maubèche (Calidris canutus), Bécasseau sanderling (Calidris alba), Bécasseau variable (Calidris alpina), Bécassine des marais (Gallinago gallinago), Bécassine sourde (Lymnocryptes minimus), Bernache cravant (Branta bernicla), Bruant des neiges (Plectrophenax nivalis), Bruant lapon (Calcarius lapponicus), Bruant ortolan (Emberiza hortulana), Busard des roseaux (Circus aeruginosus), Canard pilet (Anas acuta), Canard siffleur (Anas penelope), Cigogne blanche (Ciconia ciconia), Combattant varié (Philomachus pugnax), Cormoran huppé (Phalacrocorax aristotelis), Courlis cendré (Numenius arquata), Faucon émerillon (Falco columbarius), Faucon pèlerin (Falco peregrinus), Goéland argenté (Larus argentatus), Goéland brun (Larus fuscus), Goéland marin (Larus marinus), Gorgebleue à miroir (Luscinia svecica), Grand Cormoran (Phalacrocorax carbo), Grand Gravelot (Charadrius hiaticula), Gravelot à collier interrompu (Charadrius alexandrinus), Hibou des marais (Asio flammeus), Huîtrier pie (Haematopus ostralegus), Macreuse noire (Melanitta nigra), Marouette ponctuée (Porzana porzana), Mouette mélanocéphale (Larus melanocephalus), Mouette pygmée (Larus minutus), Mouette rieuse (Chroicocephalus ridibundus), Phragmite aquatique (Acrocephalus paludicola), Pie-grièche écorcheur (Lanius collurio), Pingouin torda (Alca torda), Pipit rousseline (Anthus campestris), Pluvier argenté (Pluvialis squatarola), Pluvier doré (Pluvialis apricaria), Puffin des Baléares (Puffinus puffinus mauretanicus), Spatule blanche (Platalea leucorodia), Sterne caugek (Sterna sandvicensis), Sterne naine (Sterna albifrons), Sterne pierregarin (Sterna hirundo), Tadorne de Belon (Tadorna tadorna).

### Flore
- La progression du chiendent maritime provoque un appauvrissement des milieux naturels dans les marais salés. Les cours d'eau apportent de l'azote en excès provenant en grande partie des engrais ou extrants agricoles et responsable d'une eutrophisation générale des écosystèmes, avec parfois des pullulations de phytoplanctons ou d'algues vertes (secteur sud de Granville[55]).
- Parmi les espèces végétales, on trouve l'aster maritime, l'argousier ou encore l'obione et la salicorne. Cette dernière peut se manger directement à la cueillette et se trouve principalement sur les herbus qui entourent le mont, mais aussi au niveau de l'embouchure de la Sée et de la Sélune.

## Pêche et mariculture

### La pratique de la pêche à pied

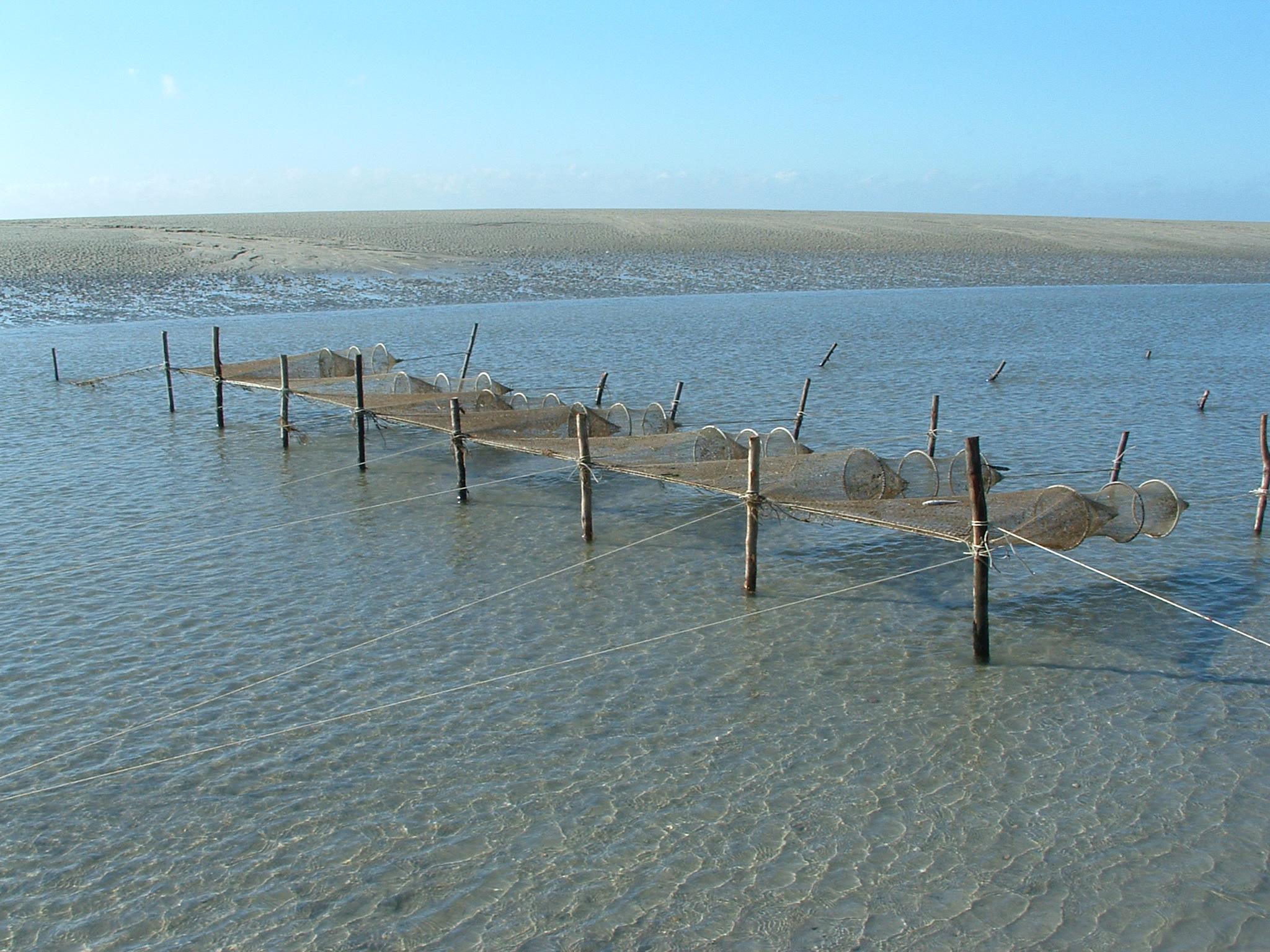
Dzures dans la baie.

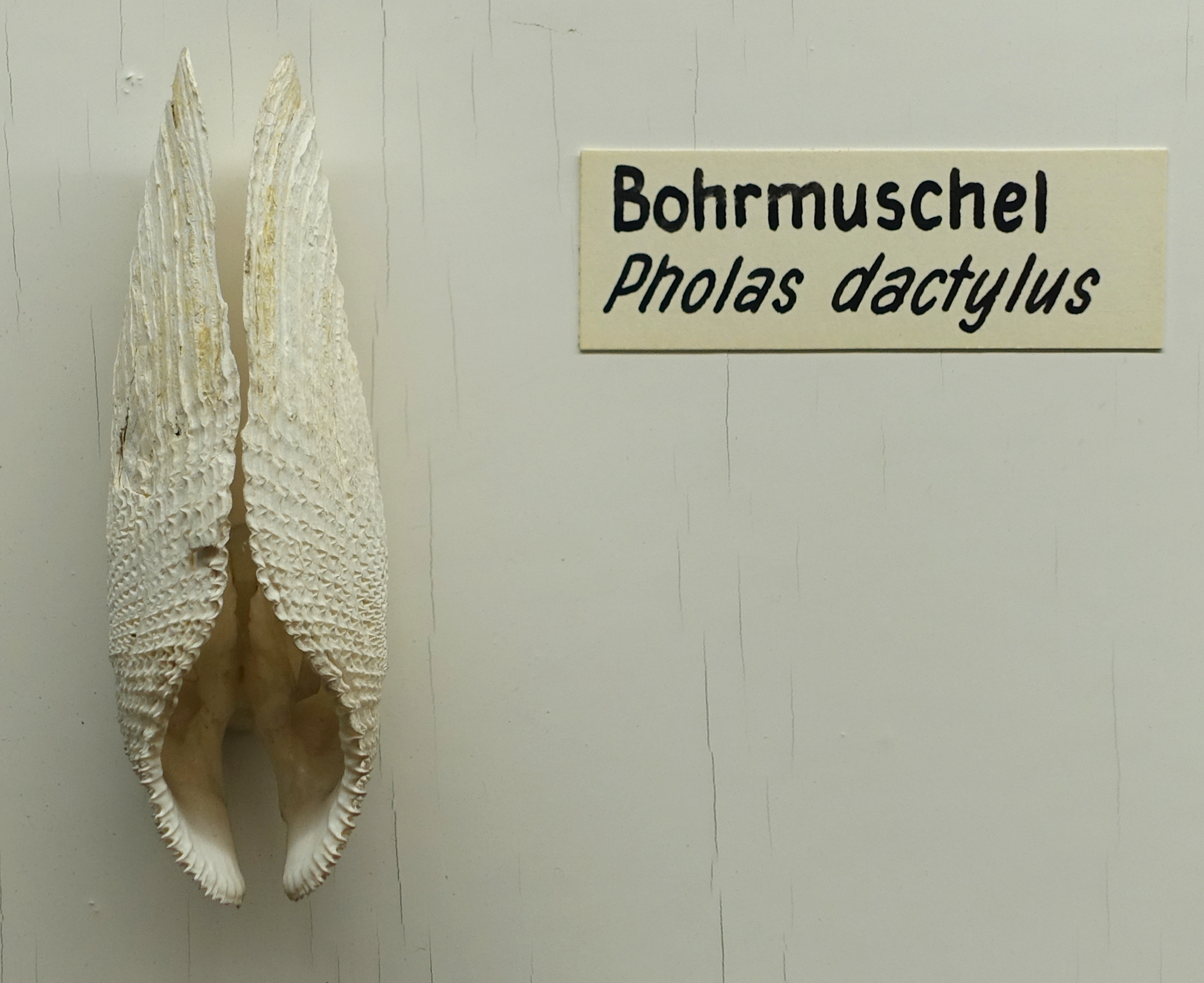
Les crevettes et les coquillages de la baie (huîtres « pied-de-cheval », coques de Genêts, pholades dont les valves évoquaient pour les miquelots les ailes de l'archange saint Michel) étaient ramassés par des « coquetières », femmes de pêcheurs ou paysannes qui constituaient ainsi un complément de revenu pour leurs familles.

La pêche à pied consiste à tendre des filets ou casiers sur les grèves ou les rivières et à les manœuvrer. On pêchait autrefois des saumons, grâce à des barrages de filets tenus dans la rivière. Les mulets étaient pris avec un trémail posé sur des piquets ou en manœuvrant une senne. Pour les anguilles, on utilisait des sortes de casiers appelés bourroches. Pour les crevettes grises, le « crevettier », plongé jusqu'à la ceinture dans l'eau turbide, pousse devant lui sur le sable du fond une bichette (appelée aussi dranet ou havenet) ou tend sur des piquets imputrescibles une tesure ou dzure, nasse en forme d'entonnoir avec une ouverture rectangulaire.
Rien qu'en 1900 à Vains on dénombrait encore une cinquantaine de pêcheurs, les femmes ramassaient les coques.
Une autre pêche à pied était la pêche à la fouine (sorte de fourche artisanale large d'une dizaine de dents distantes de 7 cm munies d'un ardillon). La pêche consistait à marcher dans le lit du Couesnon (de l'anse de Moidrey à Tombelaine) en descendant le courant à marée basse dans des hauteurs d'eau de 60 cm à 1 m et de larder la tangue à chaque pas. Une vibration dans la fouine indiquait la prise d'une plie, sole ou anguille. Il suffisait de se retourner face au courant, de relever la fouine et de ramasser la capture pour la mettre dans une hotte d'osier. Cette pêche se pratiquait dans les années 1950.
Une pêche aux crassiers se pratiquait également sur le côté de la baie de Roz-sur-Couesnon à Saint-Georges-de-Gréhaigne à 4 ou 5 km sur la grève à marée basse. La pêche se faisait avec une houe agricole à deux dents ; il s'agissait de casser les crassiers (agglomérat de tangue et de coquilles) pour y déloger des congres et crabes étrilles.

### Les pêcheries
Les pêcheries dans la baie du Mont-Saint-Michel sont très anciennes (les premières dateraient du début du Bronze ancien et de récentes fouilles ont eu lieu tant dans la partie sud de la Baie sur l'activité de briquetage aux époques gauloises et gallo-romaines (Bizien-Jaglin, 1995), ainsi que sur l'occupation de la butte de Lillemer et de son marais vers 4000 av. J.-C..
Dans les années 1970, ont été découverts les vestiges d'une pêcherie de l'âge du bronze sur la plage de Saint-Jean-le-Thomas. Une datation au carbone 14 du bois dont étaient faits les pieux permit de confirmer ce qui n'était au départ qu'une hypothèse.
Pour les pêcheries du nord-est de la Baie, elles sont surtout sur le secteur de Saint-Jean-le-Thomas et Champeaux.

### Élevage des coquillages
L'élevage des coquillages se concentre essentiellement à l'ouest de la baie. On a d'abord élevé des huîtres dès 1906, le développement de cette culture se développant en remplacement des huîtres sauvages qui ont disparu dans les années 1930.
En 1954, fut introduit sous l'impulsion des élus de la commune et des boucholeurs de Le Vivier-sur-Mer l'élevage des moules qui compte dans les années 2000 270 kilomètres de lignes de bouchot et 200 000 pieux, représentant un quart de la production française,,. Les moules de bouchot de la baie du Mont-Saint-Michel ont obtenu en mai 2011 leur AOP, cinq ans après avoir reçu la première et l’unique AOC accordée à des produits de la mer.
Au total, la production annuelle de moules et d'huîtres s'élève à 25 000 tonnes[réf. nécessaire].

### Les bateaux de pêche

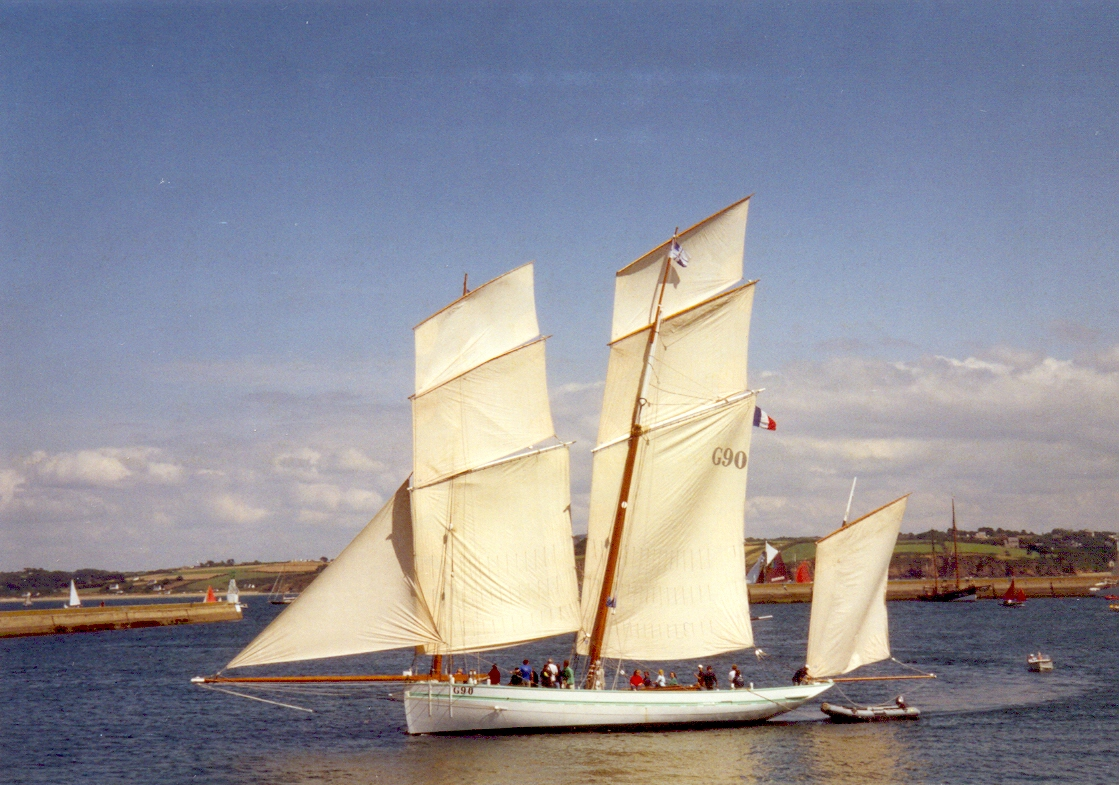
Une bisquine

- Les doris sont d'usage courant, facilitant le départ d'une plage.
- Entre Granville et Cancale, les plus gros bateaux de pêche traditionnels étaient les bisquines.

## Les pèlerinages
Le pèlerinage et la traversée des grèves pour se rendre à l'abbaye du Mont-Saint-Michel ont commencé dès le Moyen Âge. De nombreuses voies montoises se rejoignaient à Genêts, d'où les pèlerins pouvaient traverser la baie en partant du bec d'Andaine pour aller au Mont.
La pratique des pèlerinages a repris au milieu du XXe siècle, et depuis une vingtaine d'années la traversée des grèves avec un guide est devenue une approche du Mont qui permet de découvrir la baie et qui connaît de plus en plus de succès.

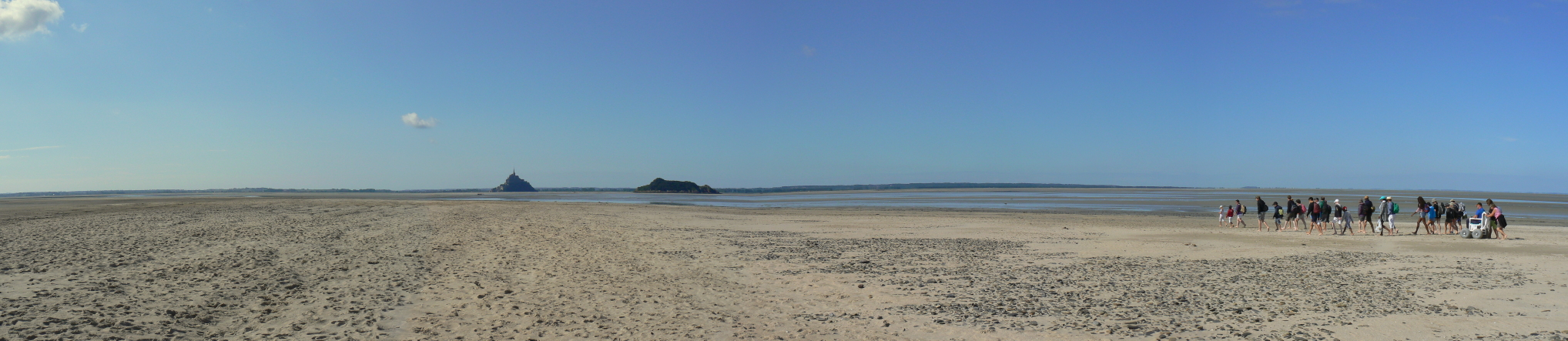
Traversée des grèves jusqu'au Mont-Saint-Michel depuis le Bec d'Andaine

## Galerie de photographies

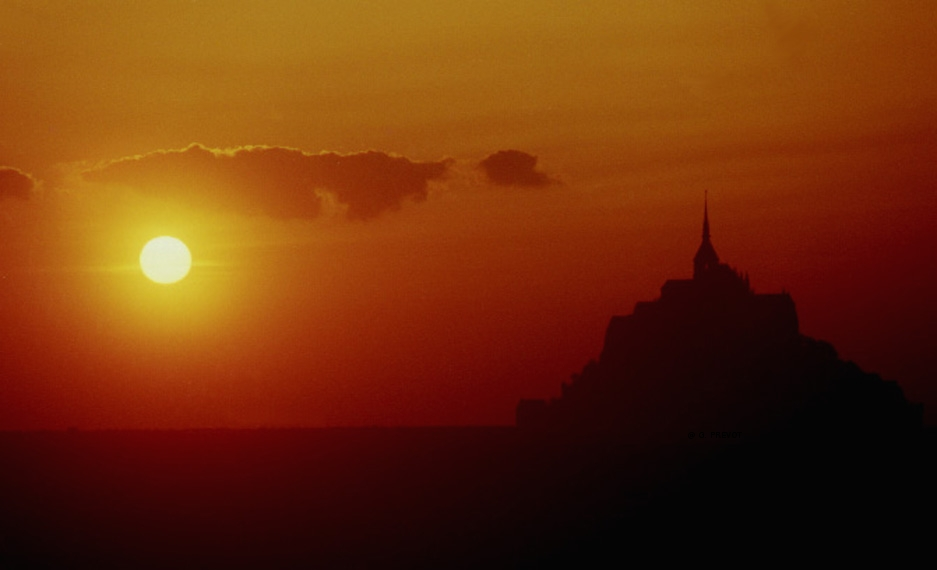
Coucher de soleil sur la baie du Mont-Saint-Michel.
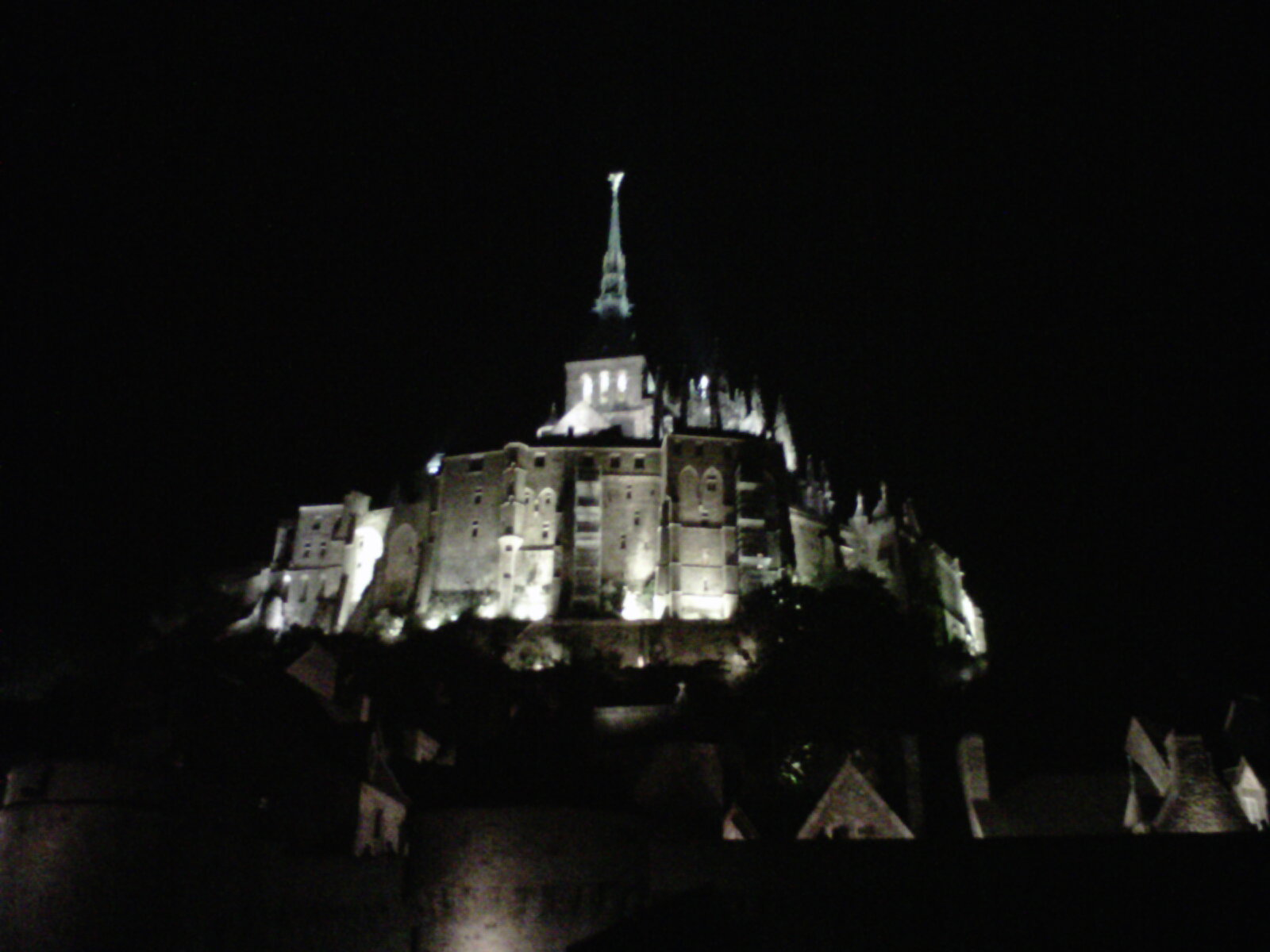
Face sud du mont Saint-Michel illuminé.
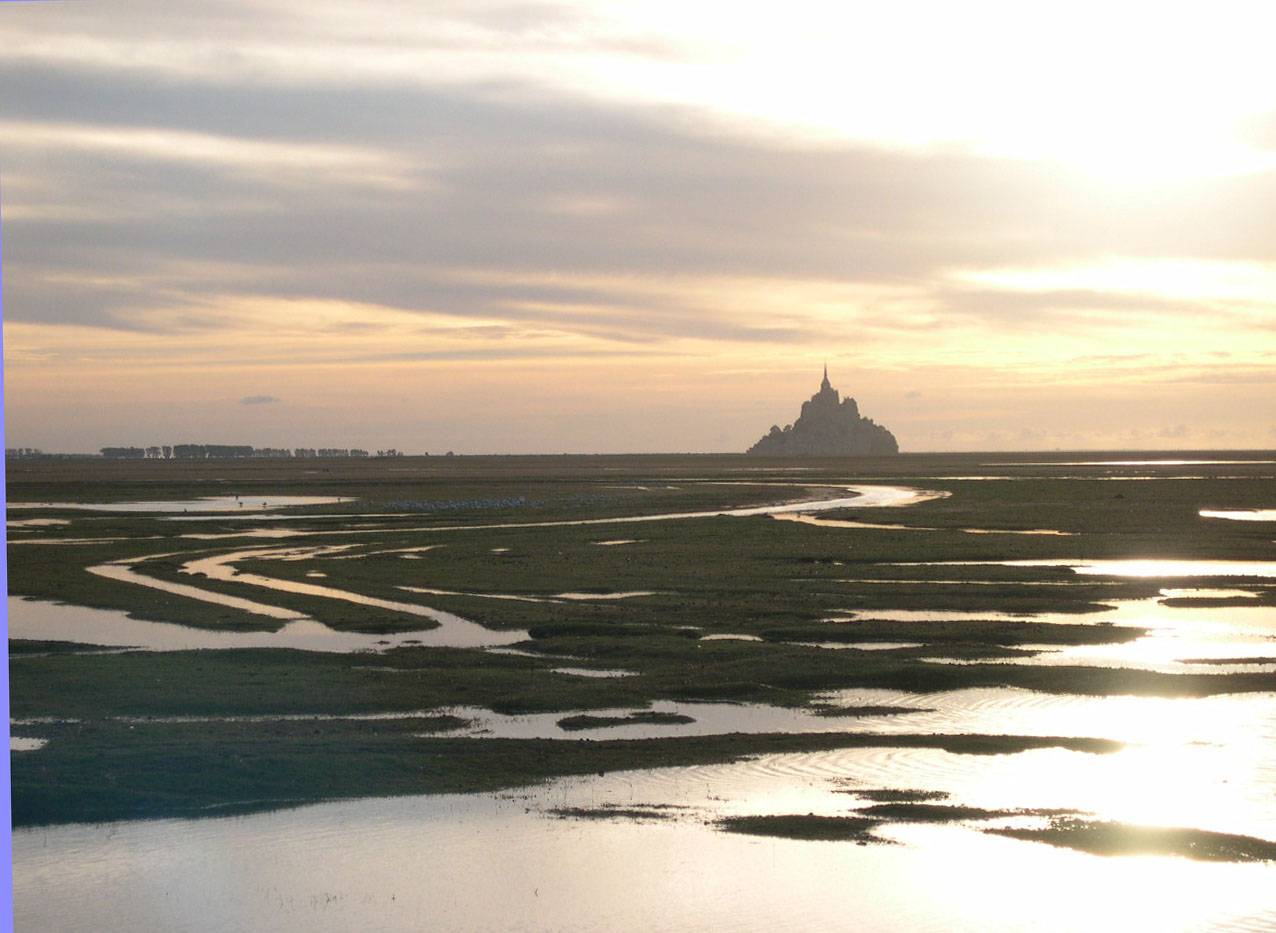
La baie.
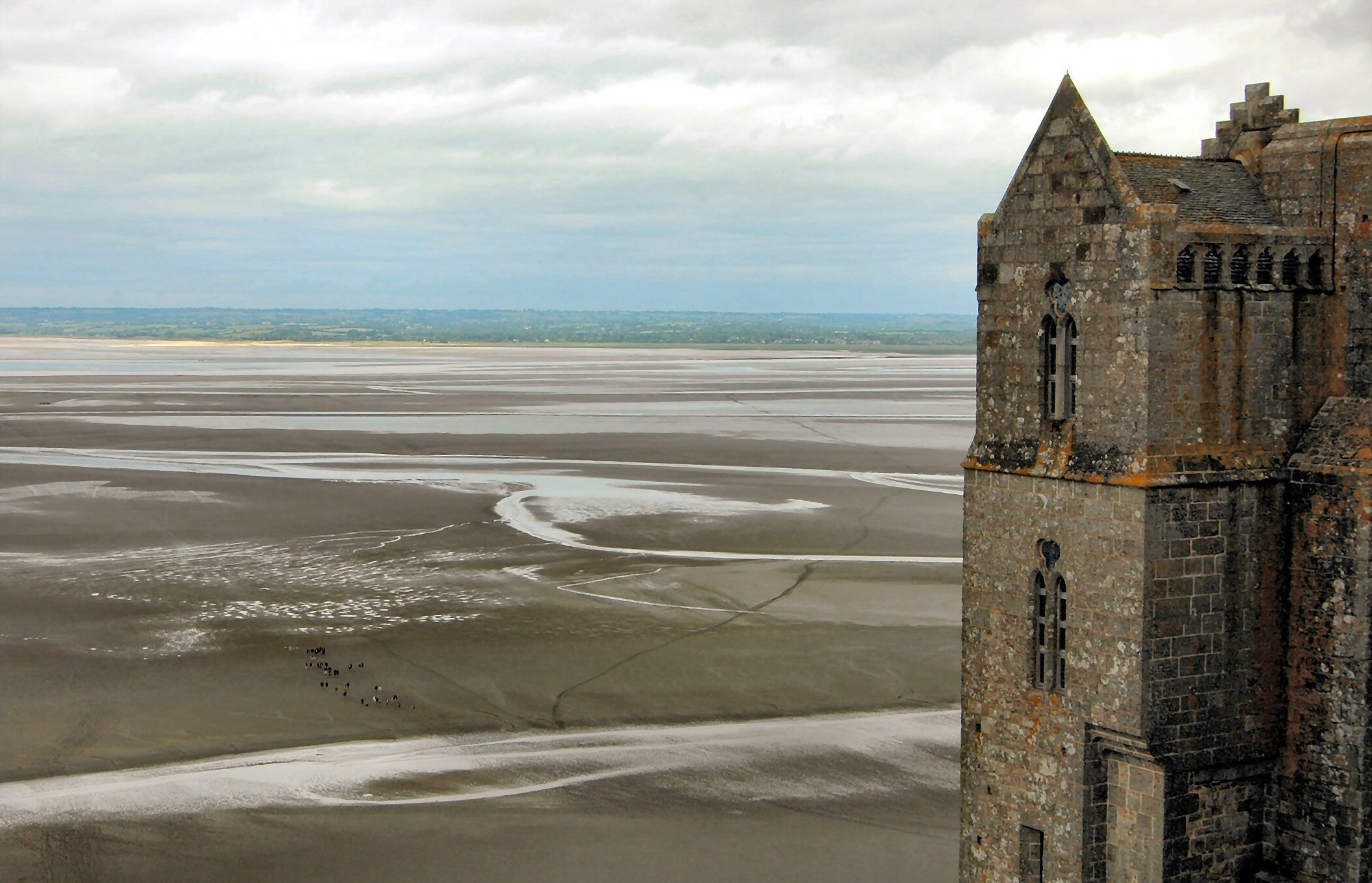
Baie vue du mont.
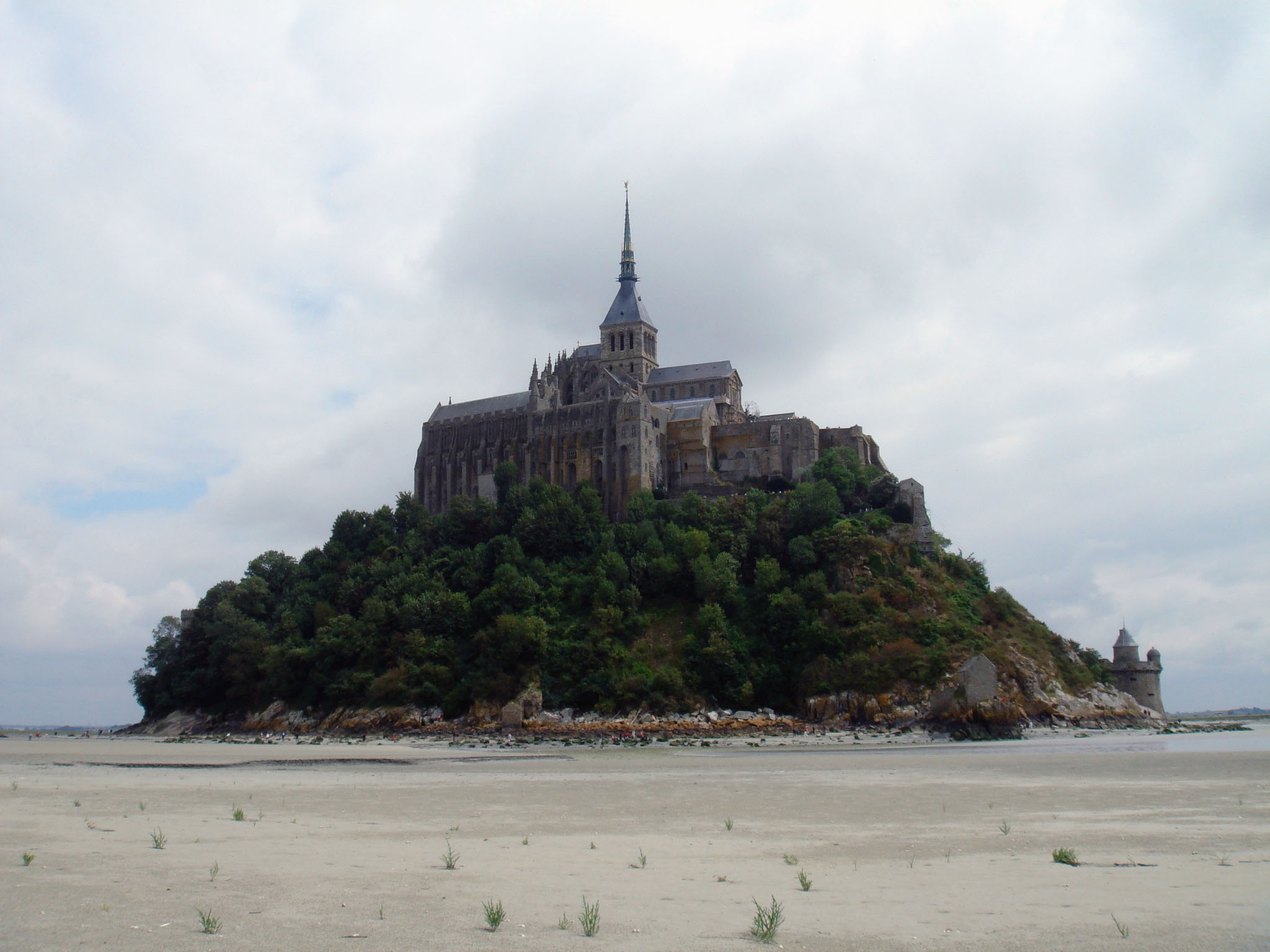
Le mont vu depuis la mer.
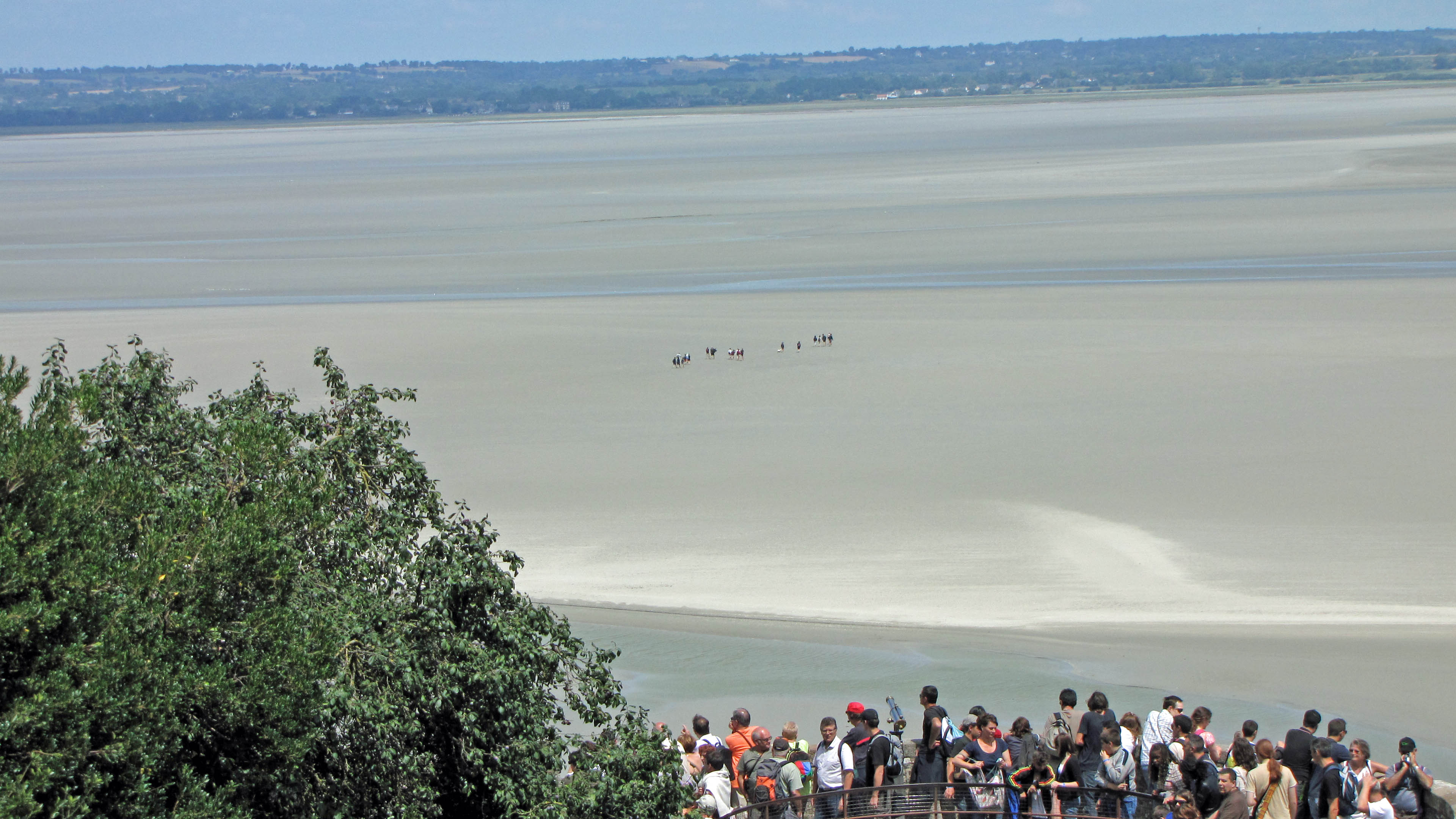
Vue sur la baie à marée basse.
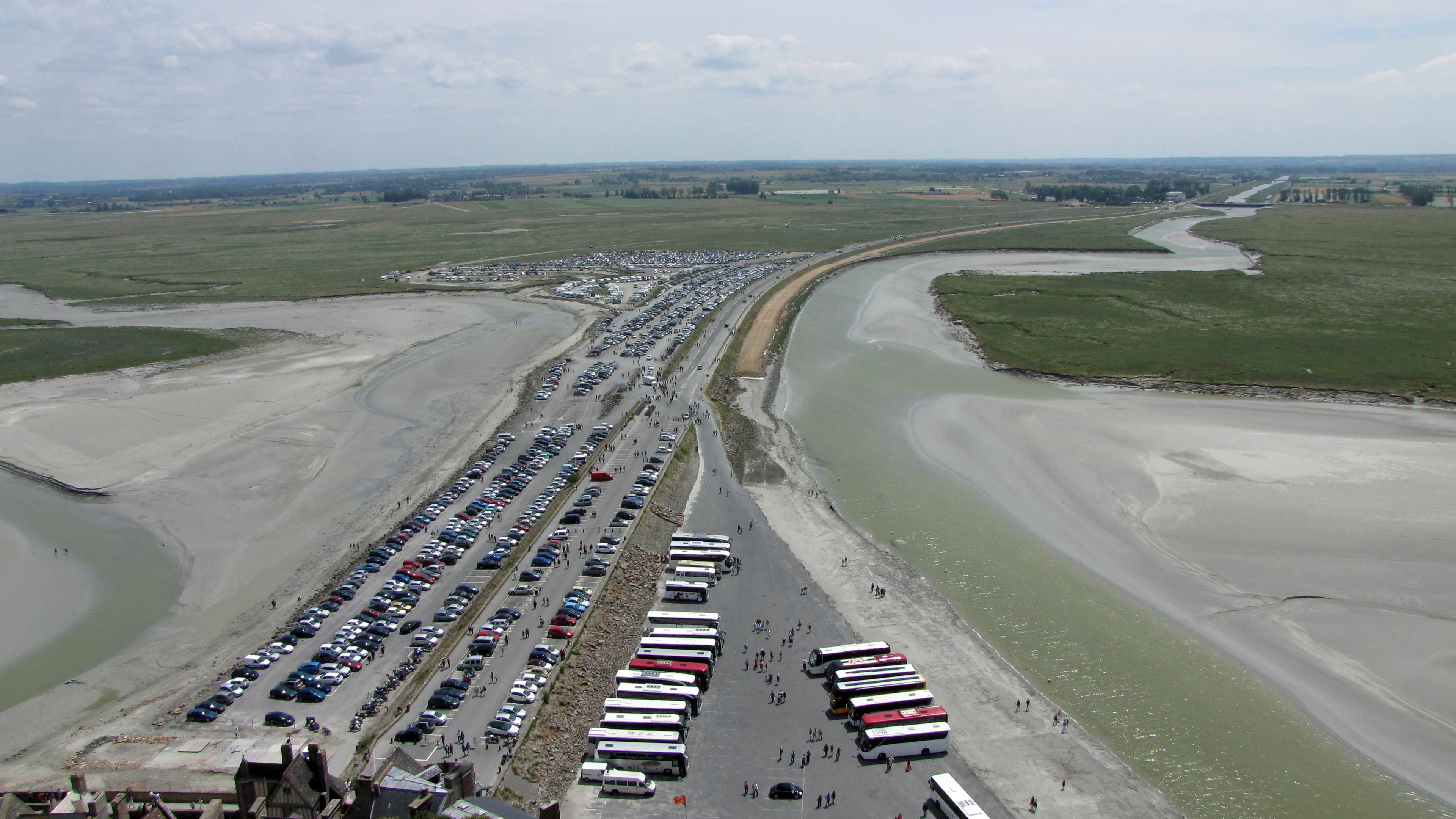
Vue vers le sud depuis le mont Saint-Michel avec l'ancienne digue (photo de 2011).
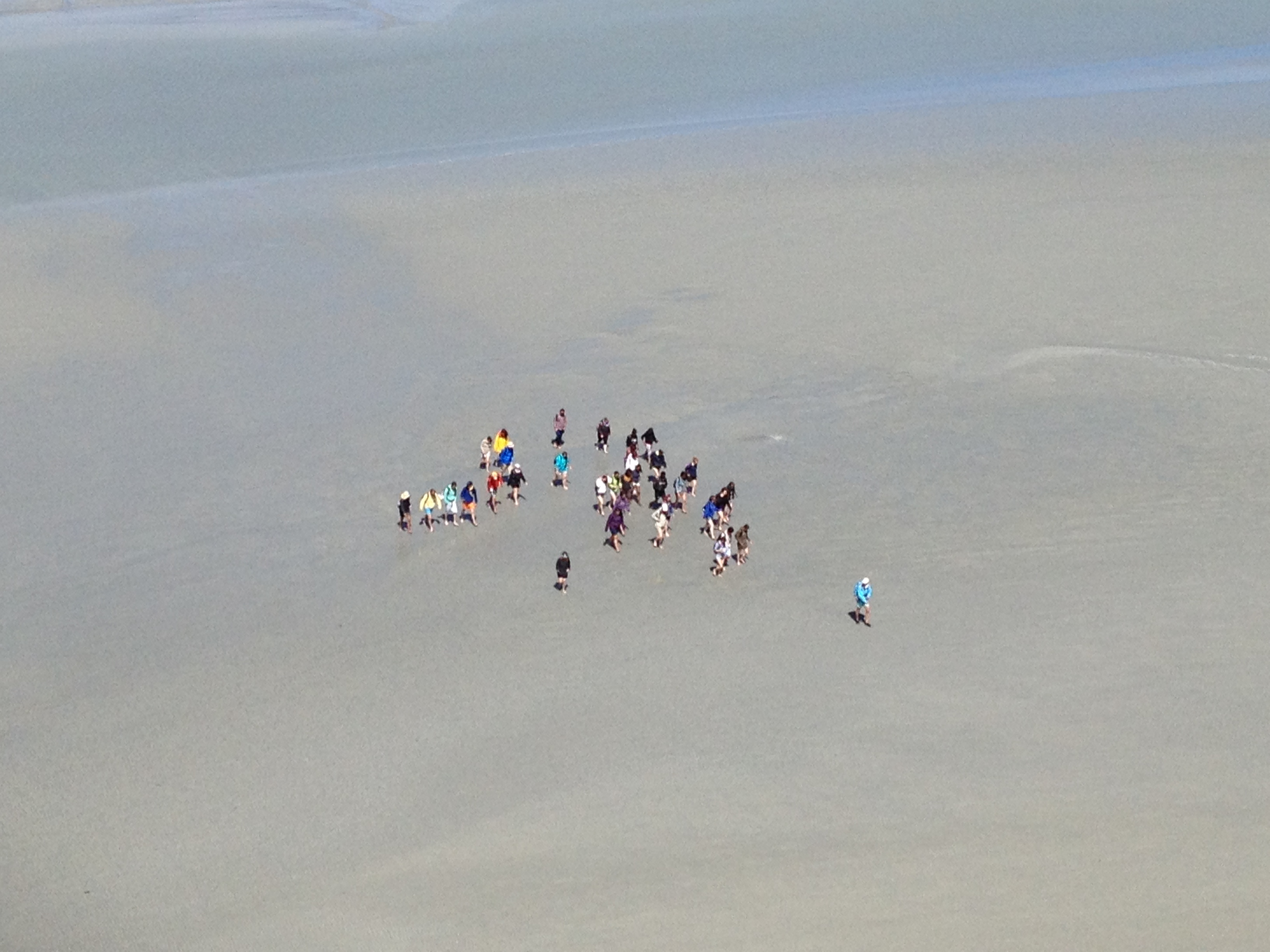
Traversée de la baie vue du mont.